# Carignano (Genova)
Carignano (Caignan, Carignan o Cavignan in ligure) è un quartiere residenziale del centro di Genova, amministrativamente compreso nel municipio I Centro Est.
Situato su una collina a una quota media di 50 m sul livello del mare, anticamente faceva parte del sestiere di Portoria, una delle sei suddivisioni amministrative che formavano la città di Genova.
Il colle di Carignano, ultima propaggine a levante della cerchia collinare che racchiude il centro storico di Genova, domina a levante la foce del Bisagno, mentre a sud, prima del riempimento a mare per l'ampliamento del porto e la realizzazione del quartiere fieristico, si affacciava sul mare con la sua costa rocciosa. 
Sul colle, un tempo poco popolato ed appartato, sorgevano conventi e ville patrizie. La sua urbanizzazione, che risale alla seconda metà dell'Ottocento, ha trasformato la zona in uno dei quartieri residenziali di Genova più eleganti e di maggior pregio, insieme ad Albaro e Castelletto. Sulla cima del colle domina l'imponente basilica di S. Maria Assunta, fra i più pregevoli edifici di culto genovesi, ben visibile da molte parti della città.

## Descrizione del quartiere

### Toponimo
L'origine del toponimo è incerta: il Giustiniani (XVI secolo) lo fa derivare da un certo Carinius, proprietario di terreni nel IV secolo, secondo altri deriverebbe da "Caryn Ianum" cioè "villa di Giano". Nel X secolo è citato come Caliniano, ma nel tempo sono attestati anche i toponimi Cariniano, Cavignano e Calignano.

### Territorio
Il quartiere di Carignano, un tempo parte del sestiere di Portoria, è una delle "unità urbanistiche" in cui è suddiviso il Municipio I Centro Est della città di Genova ed occupa un'area tra le mura del Barbarossa e la cinta muraria cinquecentesca, confinante a ponente con il Molo, a levante con la Foce, a nord con Portoria, a sud con l'area portuale.
L'"unità urbanistica" di Carignano comprende due zone ben distinte, sia dal punto di vista morfologico che da quello storico ed urbanistico:
- Il quartiere di Carignano propriamente detto, a destinazione prevalentemente residenziale, occupa il colle omonimo, parte terminale di una dorsale collinare che separa l'ultimo tratto della Val Bisagno dalla valletta del Rivo Torbido, un breve torrente, fin dal XVI secolo interamente coperto, che nasce dal colle di Multedo (nella zona di Piazza Manin, nel quartiere di Castelletto) e sfocia in mare all'interno dell'area portuale, scorrendo al di sotto delle strade di Portoria. Il torrente aveva preso questo nome perché le sue acque erano utilizzate dai tintori per le loro attività.[2][4]
- L'area dell'antico "Borgo dei Lanaioli", storico rione popolare un tempo compreso tra piazza Ponticello e le Mura della Marina. Il borgo, sorto nel XII secolo, completamente scomparso con i rivolgimenti urbanistici della seconda metà del Novecento e sostituito da centri direzionali, occupava entrambi i versanti della valletta del Rivo Torbido, tra i colli di Carignano e Sarzano. La strada che lo attraversava prendeva varie denominazioni (via dei Lanaioli, via dei Servi, via Madre di Dio e via della Marina). Via Madre di Dio, proprio sotto al ponte di Carignano, era la strada più conosciuta, con la quale era spesso identificato l'intero quartiere. Il borgo comprendeva anche le antiche case della "Marina", in parte sopravvissute alle demolizioni, affacciate sull'insenatura detta "seno di Giano" (interrata alla fine dell'Ottocento per l'ampliamento del porto), in cui sfociava il torrente.[5]

I confini dell'area di Carignano sono: via della Marina e via del Colle verso il Molo, piazza Dante e via Porta degli Archi verso Portoria, corso Podestà, le Mura delle Cappuccine e via Vannucci (verso la Foce), circonvallazione a mare (corso Saffi e corso Quadrio) verso il quartiere fieristico e il porto.

## Demografia
La popolazione complessiva dell'ex circoscrizione di Portoria contava al 31 dicembre 2022 una popolazione di 15 158 abitanti, di cui 9 677 nella sola "unità urbanistica" di Carignano
I dati storici disponibili riguardano la circoscrizione di Portoria nel suo complesso, con le due unità urbanistiche di "S. Vincenzo" e "Carignano". La storia demografica della ex circoscrizione risente delle vicissitudini urbanistiche della zona. La popolazione, 35.877 abitanti al primo censimento del 1861, sale a 40.260 nel 1901, dato che rappresenta il "massimo storico". Da allora, con la destinazione di gran parte questi antichi quartieri a centri direzionali e attività del terziario, ha inizio un vistoso calo demografico. Gli abitanti, ancora 35.007 nel 1936, si riducono a 20.021 nel 1961 fino ai 12.514 del 2017, dei quali 7.252, come già accennato, nella sola unità urbanistica di Carignano.

## Storia

### Le origini
Nel Medioevo l'area dell'attuale quartiere era una collina molto vasta, esterna alle prime cinte murarie (verrà inglobata solo con le espansioni del XIV secolo); pur essendo a poca distanza dal centro cittadino, era un'area appartata a cui si accedeva solo attraverso ripide creuze (salita dei Sassi, salita S. Leonardo, salita della Montagnola dei Servi), con orti, case contadine, ville patrizie, chiese e monasteri.

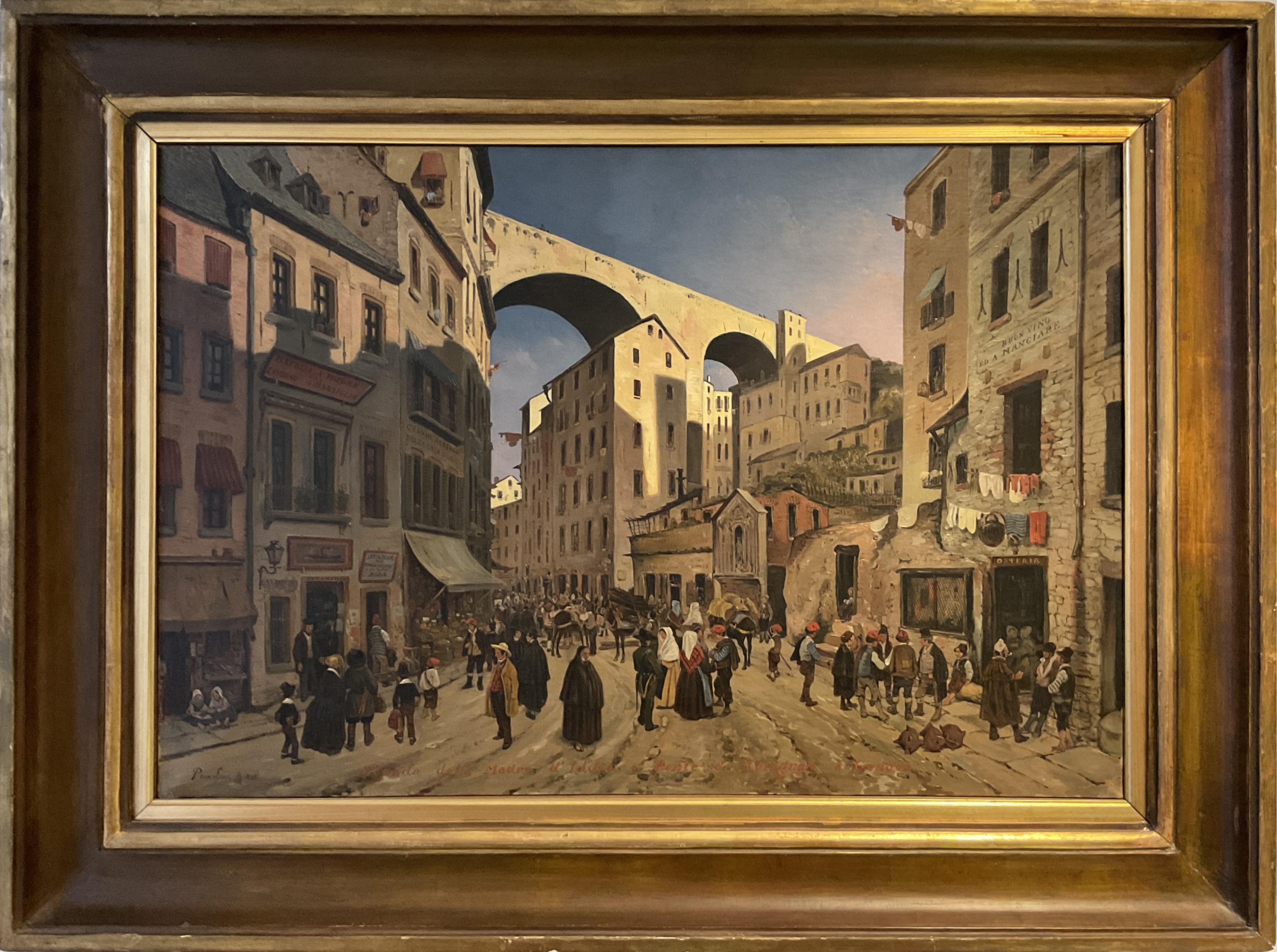
Un'animatissima via Madre di Dio e il ponte di Carignano in un dipinto di Pieter Van Loon (1801 - 1873)

Al culmine della collina era fin dal XIV secolo un insediamento dei Fieschi, che vi avevano costruito la chiesa di S. Maria in via Lata. La presenza dei Fieschi cessò intorno alla metà del Cinquecento per il declino politico di questa potente famiglia. Ancora intorno alla metà del Seicento era un luogo di villeggiatura delle famiglie patrizie genovesi, con molte sfarzose ville circondate da orti e frutteti.
A differenza della sommità della colle, appartata e signorile, il borgo dei Lanaioli, sulle rive del Rio Torbido, in cui a partire dal XII secolo abitarono tessitori provenienti dalla val Fontanabuona era, insieme a Ponticello e Piccapietra, uno degli storici agglomerati popolari del quartiere di Portoria; come questi fu demolito negli anni settanta del Novecento per realizzare i nuovi centri direzionali. Via Madre di Dio, divenuta il simbolo dei rivolgimenti urbanistici del Novecento, era una delle più animate vie del centro storico di Genova.
Così descrive la zona suoi "Annali" il Giustiniani, vescovo e storico, all'inizio del Cinquecento:
(Agostino Giustiniani, "Annali della Repubblica di Genova", 1537)
Nel 1547, dopo la fallita congiura di Gianluigi Fieschi contro Andrea Doria, con il conseguente declino politico della famiglia, i Fieschi persero le loro proprietà in Carignano:
il Senato della Repubblica in quello stesso anno decretò la totale demolizione del sontuoso palazzo Fieschi, che era stato costruito intorno al 1390 accanto alla chiesa gentilizia di S. Maria in Via Lata.
Pochi anni dopo, intorno alla metà del Cinquecento, un'altra famiglia patrizia, i Sauli, già presenti sul colle con un proprio insediamento, come simbolo del loro prestigio vollero realizzare alla sommità del colle la grande basilica di S. Maria Assunta, che ancora caratterizza il profilo paesaggistico del quartiere.

### Il Settecento
Dopo la primissima ascensione di un pallone aerostatico avvenuta a Parigi il 15 giugno 1783 lo stesso avvenimento fu ripetuto con successo in Carignano il 14 gennaio del 1784 davanti al palazzo del marchese Vincenzo Spinola. Il pallone, come narrano le cronache del tempo, che era in pelle di battiloro, salì all'altezza di trecento tese (circa cinquecento metri) e scomparve oltre le colline di Albaro.
Nel Settecento i Sauli fecero costruire il ponte di Carignano, che scavalcando la valletta fittamente abitata del Rivo Torbido (via Madre di Dio, via dei Servi), arrivava a Sarzano. La costruzione del ponte, almeno inizialmente, non contribuì a spezzare l'isolamento della zona, trattandosi di un percorso di rappresentanza privato.
Risale al 1772 la proposta fatta dai Padri del Comune di realizzare una strada pubblica che permettesse il passaggio delle carrozze e due anni dopo la proposta venne realizzata.
In una poesia del poeta dialettale Steva De Franchi intitolata "L'estate", si può leggere la proposta fatta a Minetta, la revendeiroeura de Fossello Minetta Minini, di passeggiare per godere il fresco in Carignano:

#### I massoni genovesi
Nei rapporti della polizia datati 1749 si rivela che in alcune case di Carignano si tennero le prime riunioni massoniche genovesi, notizia che viene riportata anche nel testo di una conferenza che si tenne nella Loggia "Trionfo Ligure", dal titolo "La Loggia Trionfo Ligure e la massoneria genovese nella storia della città" che si tenne il 18 novembre 1970.
Il testo fu poi pubblicato su opuscolo e distribuito liberamente ed in esso si diceva appunto che le prime notizie di massoni a Genova risalivano al 1749 e che i Liberi Muratori si riunivano in due case di Carignano con il nome "Compagnia della felicità".

### L'Ottocento
Il secolare isolamento del quartiere venne a cessare nella seconda metà dell'Ottocento.
Il piano urbanistico del Barabino, già nel 1825, prevedeva la realizzazione di una piazza ellittica con al centro la basilica di S. Maria Assunta, con intorno una serie di vie disposte a raggiera. In pratica le realizzazioni urbanistiche, iniziate solo a partire dalla metà del secolo, si ispirarono si a questo progetto, ma in modo frammentario ed episodico. Al posto delle ville furono costruite abitazioni destinate ad élite alto borghesi ma trovarono posto anche alcuni insediamenti di case popolari; nel 1878 fu realizzato, per volontà della duchessa di Galliera il grande complesso ospedaliero di S. Andrea.
Nuove strade furono costruite per collegare i nuovi insediamenti residenziali con il centro cittadino. Furono aperte via Rivoli e via Corsica in direzione della circonvallazione a Mare, via Fieschi verso piazza Ponticello; verso la fine del secolo con la realizzazione del Ponte Monumentale (1895) il quartiere fu collegato con la spianata dell'Acquasola e piazza Corvetto, completandone l'integrazione nella viabilità cittadina.

### Il Novecento
L'attuazione del piano di ristrutturazione urbanistica di via Madre di Dio causò la scomparsa della casa natale del celebre compositore e violinista Niccolò Paganini, che si trovava al n. 38 di Passo Gattamora, nell'intrico di caruggi tra via dei Servi e via del Colle. La casa fu demolita nel 1971 nonostante la stampa locale e l'opinione pubblica si fossero chiaramente pronunciate per la sua conservazione. Le vivaci polemiche suscitate dalla demolizione non sono state del tutto sopite nel tempo, come attestato da una targa affissa nei pressi del luogo in cui sorgeva, insieme a quella originale recuperata dalle macerie, il cui testo era stato scritto da Anton Giulio Barrili, e ad un piccolo bassorilievo raffigurante l'edicola con la "Madonna e il Bambino" presente sulla facciata della casa, conservata nel museo di Sant'Agostino. Su parte di quest'area, lasciata libera da costruzioni, sono stati realizzati dei giardini pubblici, ufficialmente denominati "Giardini Baltimora", in omaggio alla città statunitense gemellata con Genova, ma comunemente chiamati "giardini di plastica".
Gli eventi principali che hanno caratterizzato il quartiere nel Novecento sono legati principalmente al riassetto urbanistico di via Madre di Dio e delle aree limitrofe.
Un primo significativo intervento nella zona della "Marina" era stato realizzato verso la fine dell'Ottocento, con l'interramento del "Seno di Giano" per realizzare corso Principe Oddone (dal 1946 rinominato corso Maurizio Quadrio). Scomparve così il caratteristico "scoglio Campana". Sull'area sottratta al mare nel primo decennio del nuovo secolo furono costruiti l'"Albergo Popolare" (1906) e la "Casa della Gente di Mare" (1909), destinati ad accogliere a prezzi popolari i migranti e i marittimi in transito nel porto di Genova. Entrambi gli edifici sarebbero stati demoliti negli anni novanta per fare posto ad un parcheggio. L'"Albergo Popolare", che nel dopoguerra era stato trasformato in caserma dei vigili del fuoco, fu demolito con micro-cariche esplosive il 12 maggio 1992.

#### Il riassetto urbanistico di via Madre di Dio
Gli antichi caseggiati popolari di via Madre di Dio, via dei Servi e via del Colle (Cheullia), in stato di degrado già da tempo, in parte danneggiati o distrutti dai bombardamenti della seconda guerra mondiale, con la sistematica applicazione del piano urbanistico realizzato tra il 1969 e il 1973 scomparvero completamente per lasciare il posto a moderni centri direzionali, che ospitano gli uffici della Regione Liguria, di enti comunali ed aziende private.
Nel dopoguerra era divenuta impellente l'esigenza di creare moderni spazi di lavoro, raggiungibili con strade adeguate al crescente traffico automobilistico e dotati di parcheggi e servizi. L'area scelta per i nuovi insediamenti era quella dell'antico Borgo Lanaioli, ormai in stato di degrado e in gran parte danneggiata dai bombardamenti.

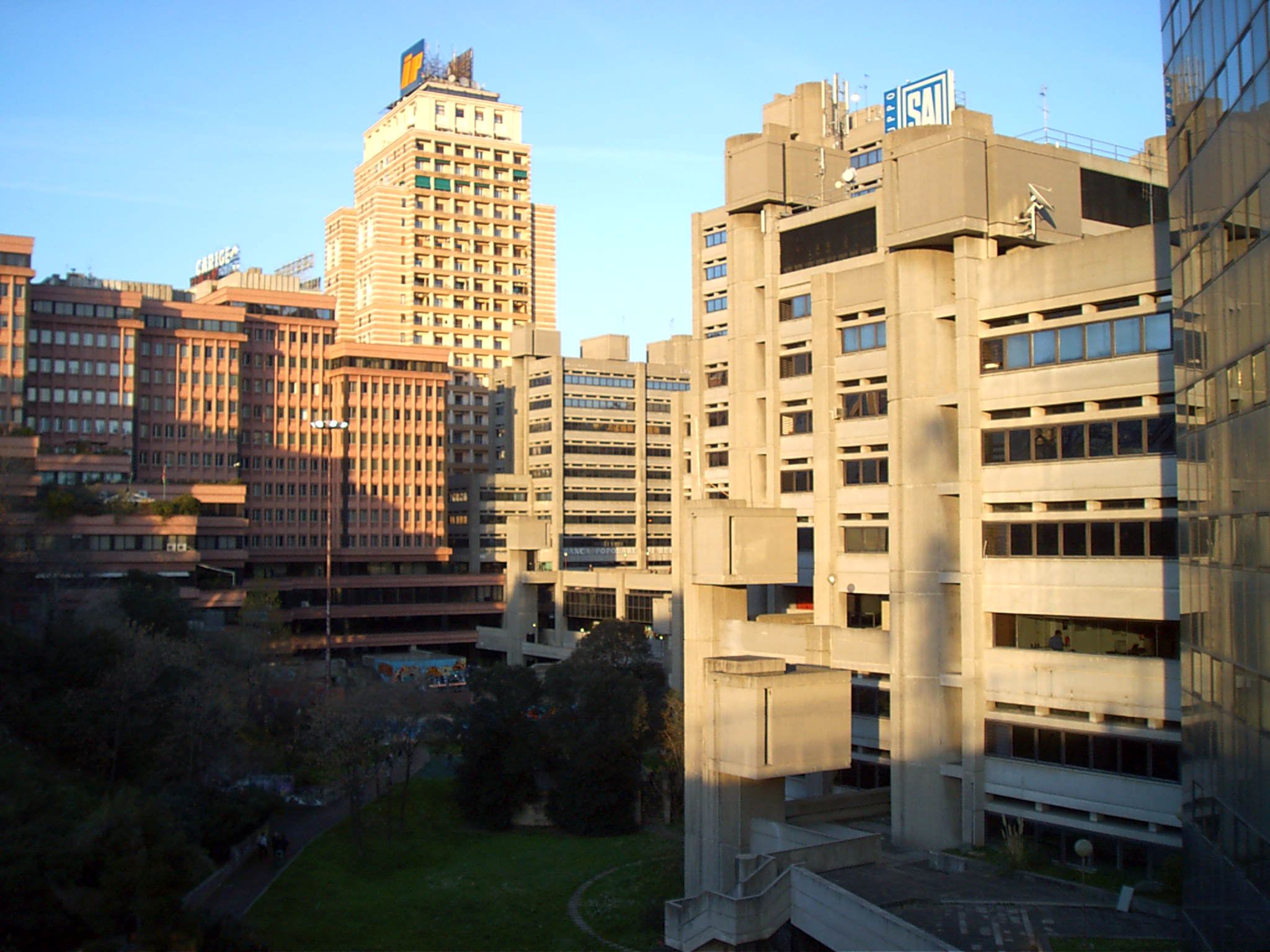
Il "Centro dei Liguri"

Il "Piano particolareggiato" del 1966 completa il rinnovamento urbanistico iniziato negli anni trenta con la realizzazione di piazza Dante, creando, a ridosso della Torre Piacentini, un grande edificio progettato da Marco Dasso, denominato "Centro dei Liguri", allungato verso il mare lungo la valletta del Rivo Torbido, contrapposto al quale è sorto un altro palazzo di uffici, caratterizzato dal rivestimento in pietra artificiale rosa, disegnato da Franco Albini e Franca Helg.
L'intervento dell'architetto Dasso, al centro di un'aspra polemica tra "restauratori" e "innovatori", ha volutamente rifiutato operazioni di restyling, scegliendo la via del totale rinnovo delle strutture edilizie.
D'altra parte occorre considerare che la riqualificazione delle aree degradate ha determinato l'espulsione dei ceti poveri che le abitavano, aspetto spesso trascurato nel dibattito tra architetti, ma generalmente sentito dall'opinione pubblica, ragione per cui il radicale riassetto urbanistico fu visto da molti genovesi soprattutto come la disgregazione di un consolidato tessuto sociale, di un mondo popolare che scompariva insieme con le vecchie case, sostituite da fredde architetture moderne. A molti anni di distanza, non è raro che siano ancora usati i termini scempio e speculazione per definire queste operazioni urbanistiche.

## Monumenti e luoghi d'interesse

### Piazze, strade e spazi pubblici

#### Belvedere panoramici

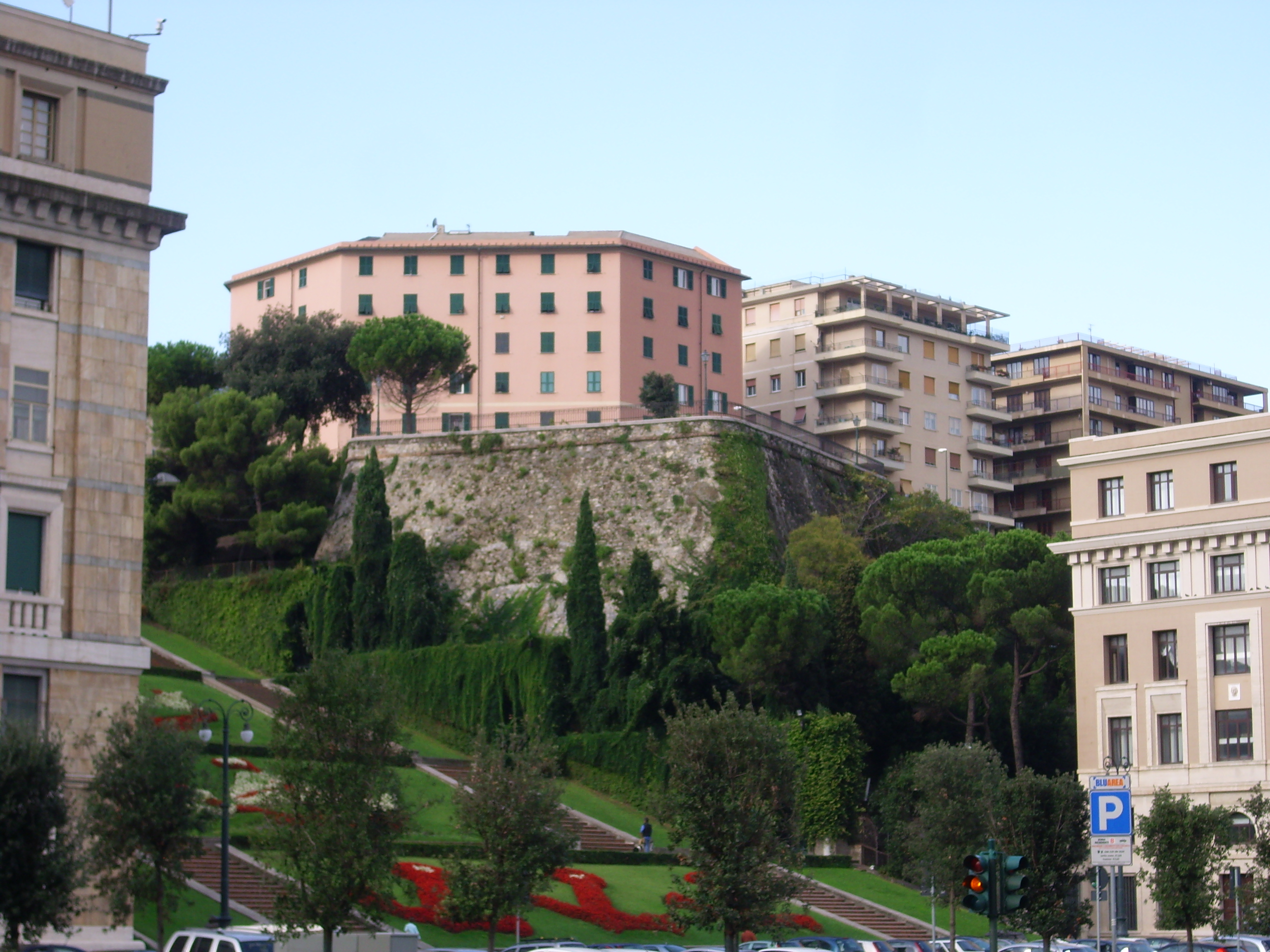
Il bastione delle Cappuccine, accanto alla scalinata delle Caravelle

Per la sua posizione il colle di Carignano presenta diversi belvedere panoramici, affacciati sul mare o sul levante cittadino. La prima passeggiata pubblica di Carignano fu inaugurata nel 1724. Seguendo i viali lungo il percorso delle antiche mura, diversi sono i punti, in corrispondenza degli antichi bastioni lungo le mura di S. Chiara e delle Cappuccine, da cui la vista spazia sui quartieri del levante cittadino e la bassa Val Bisagno.
La passeggiata panoramica delle mura delle Cappuccine, un tempo storica stazione di veduta sulle Mura del Prato, chiamate anche Fronti Basse, i poderosi terrapieni nella piana del Bisagno che collegavano le fortificazioni a mare con la cinta muraria seicentesca, è un importante belvedere sulla sottostante piazza della Vittoria, con lo sfondo delle colline di Albaro e del Monte.
Allo sbocco delle strade a mare la rotonda di via Corsica, il poggio della Giovine Italia e il giardino di villa Croce offrono viste panoramiche sul porto dalla calata delle Grazie alla Fiera Internazionale, la sopraelevata e la circonvallazione a mare.

#### Piazza di Carignano e le vie adiacenti
Centro del quartiere è la grande piazza antistante la basilica di S. Maria Assunta, dominata dalla grandiosa mole dell'edificio sacro voluto dai Sauli, una delle prime opere genovesi di Galeazzo Alessi. Dalla piazza hanno origine via Fieschi, che scende rettilinea verso piazza Dante e via Eugenia Ravasco, che collega Carignano a Sarzano attraverso il ponte settecentesco sopra a via Madre di Dio.
Dall'abside della basilica si diramano radialmente le vie lungo le quali si è sviluppata nell'Ottocento l'urbanizzazione del quartiere: via Rivoli (1852), via Nino Bixio (1874) e via Galeazzo Alessi (1848).

#### Via Fieschi
(Camillo Sbarbaro, "Fuochi fatui", 1956)
Via Fieschi, che collega piazza Carignano a piazza Dante e via XX Settembre, rettilinea e con pendenza accentuata, fu aperta nel 1868 sulle aree già appartenute alla potente famiglia genovese.
Il suo tracciato, già previsto dal piano del Barabino, andava inizialmente dalla piazza di Carignano a piazza Ponticello. Nel 1934 la parte terminale, con la demolizione del quartiere di Ponticello, fu prolungata fino a via XX Settembre.
La strada intersecava l'antica scalinata di Santa Maria via Lata che scendeva verso il borgo Lanaioli. Nell'Ottocento la via era caratterizzata da eleganti costruzioni con vistose verande pensili ricche di statue. Con i lavori di ristrutturazione del comprensorio di via Madre di Dio realizzati negli anni settanta a valle della via è sorto il moderno quartiere dirigenziale chiamato Centro dei Liguri, nel quale hanno trovato posto gli uffici della Regione Liguria e centri direzionali di importanti aziende.

#### Via Corsica

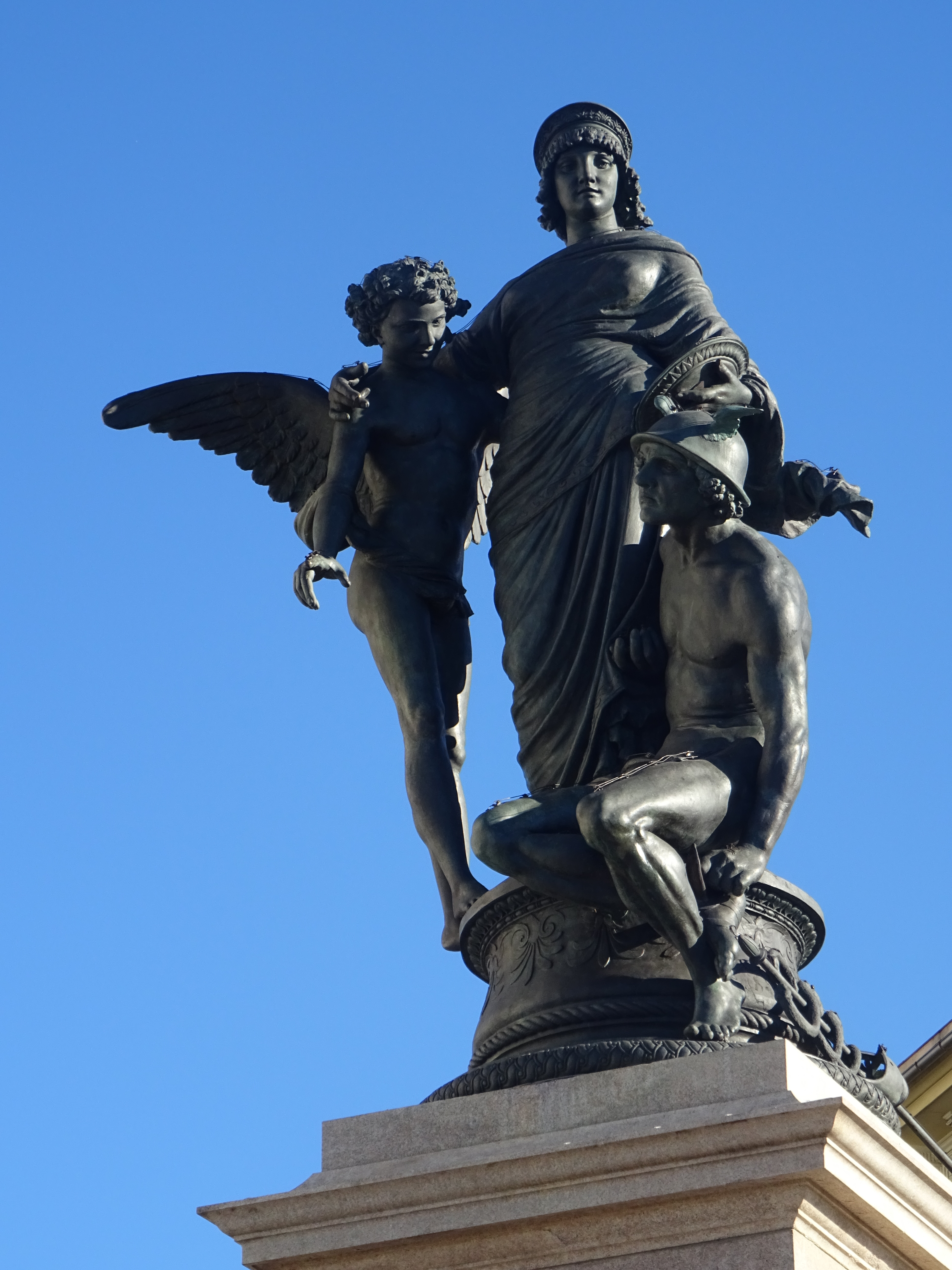
Monumento a Raffaele de Ferrari, Duca di Galliera

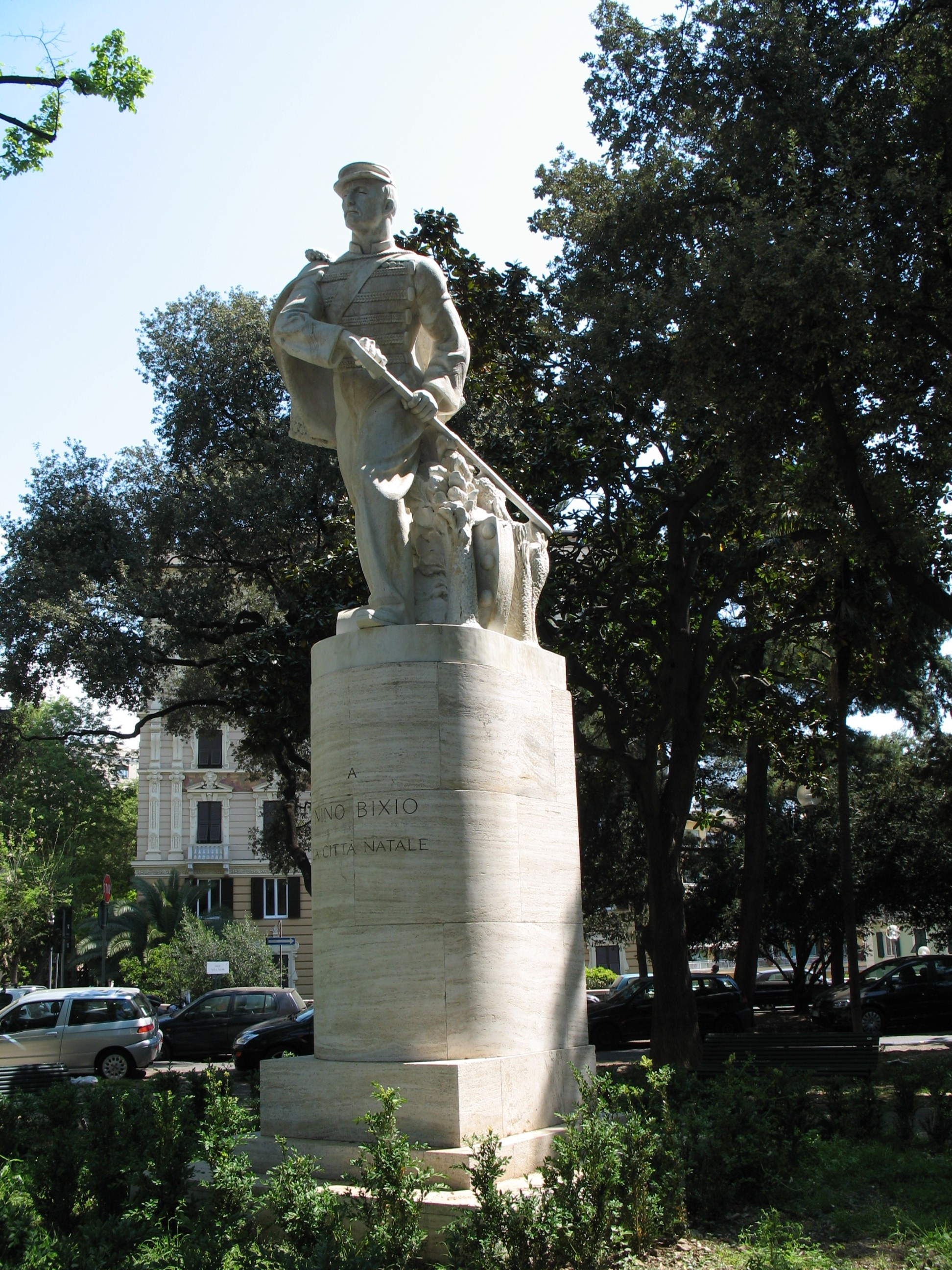
Statua a Nino Bixio in via Corsica

Via Corsica è un viale alberato, aperto nel 1880, che con andamento da nord a sud raccorda tutte le strade dell'urbanizzazione ottocentesca e termina a mare con il piazzale intitolato a S. Francesco d'Assisi, belvedere affacciato sull'area portuale e il quartiere fieristico, comunemente noto come rotonda di via Corsica. All'altro capo della strada si trova piazza Galeazzo Alessi, snodo tra varie vie del quartiere ottocentesco. Nei pressi del piazzale S. Francesco nel 2018 è stato ricollocato il monumento a Raffaele De Ferrari, opera di Giulio Monteverde, un tempo nei pressi della piazza del Principe, da dove era stato rimosso nel 1989 per motivi di viabilità e per tanti anni abbandonato, non senza polemiche, in un deposito del comune.
A metà di via Corsica, nella piazza intitolata all'armatore Rocco Piaggio, si trova il monumento a Nino Bixio, opera di Guido Galletti, realizzato nel 1952 in sostituzione di quello ottocentesco di Enrico Pazzi, distrutto da un bombardamento nel 1940. Su questa piazza si affaccia la Chiesa del Sacro Cuore e San Giacomo di Carignano (Luigi Rovelli, 1898). Al n. 4 di via Corsica si trovava la direzione dell'Italsider. Il massiccio edificio in marmo grigio-verde che ospitava gli uffici della storica azienda siderurgica, disegnato nel 1931 da Giuseppe Crosa di Vergagni, dai primi anni duemila ospita una struttura alberghiera.
Sulla facciata del n. 6 spicca la lapide in ricordo di Luigi Arnaldo Vassallo, più noto con lo pseudonimo di Gandolin, recentemente restaurata.
.

#### Corso Andrea Podestà

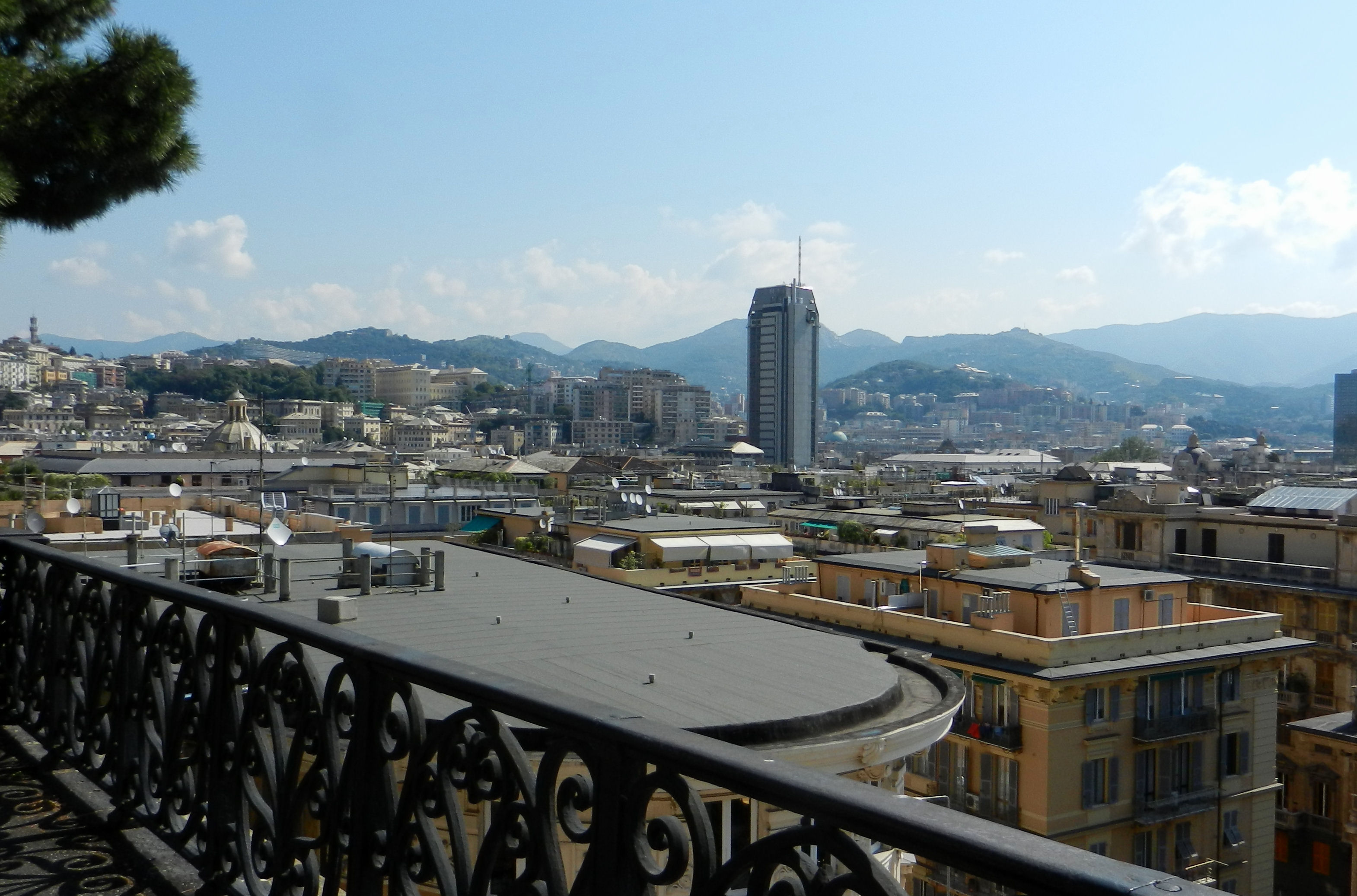
Veduta da corso Podestà su San Vincenzo

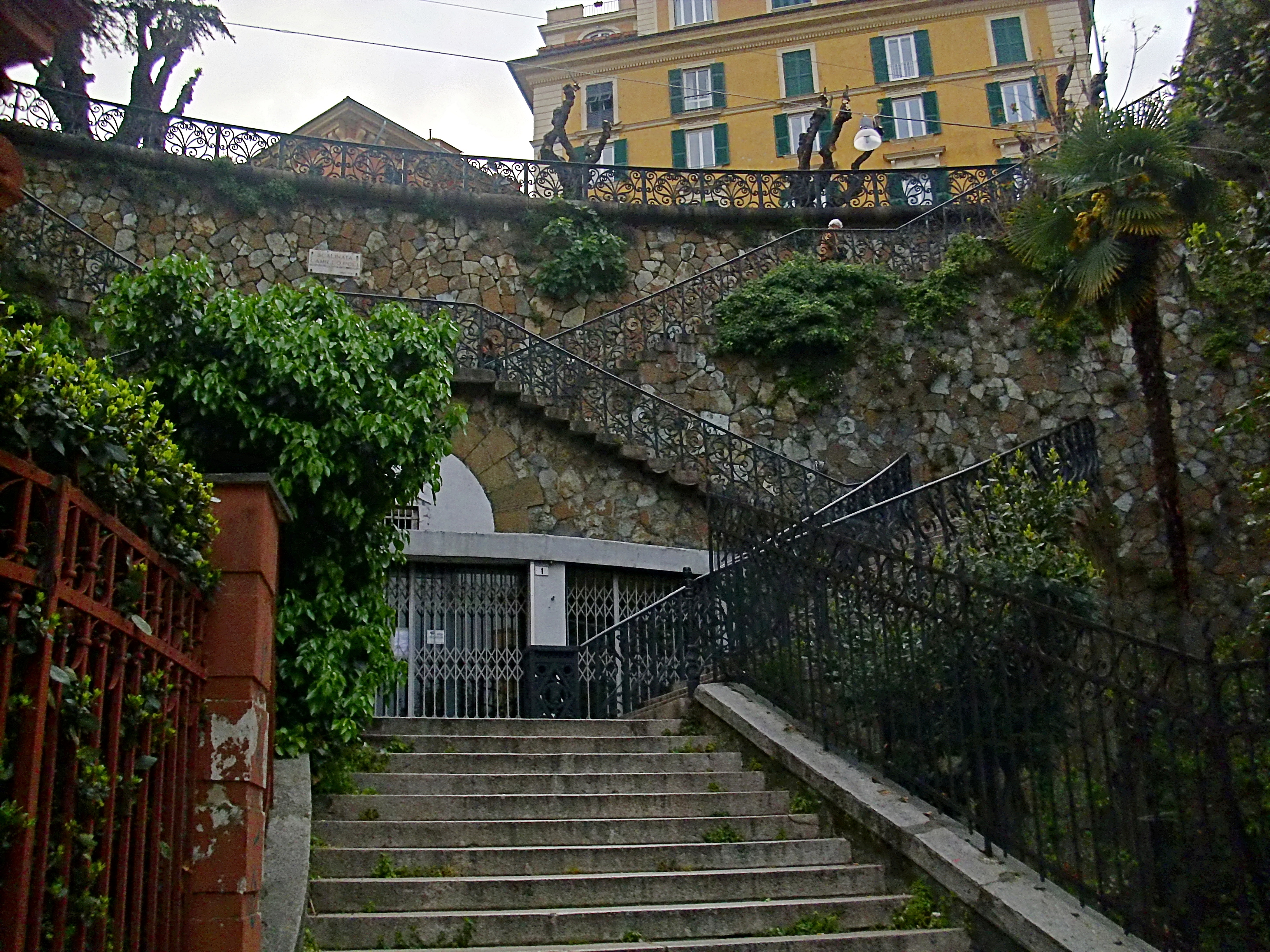
La parte superiore della scalinata dedicata a Camillo Poli, che collega il belvedere di corso Podestà con la sottostante via Innocenzo Frugoni

La strada intitolata al barone Andrea Podestà, più volte sindaco di Genova fra il 1866 e il 1895, nel periodo dell'espansione urbanistica ottocentesca, collega piazza Alessi, e quindi via Corsica, alla zona dell'Acquasola e a piazza Corvetto, passando sopra al Ponte Monumentale, lungo il percorso delle cinquecentesche mura di Santa Chiara. La strada offre una passeggiata panoramica sulla zona di San Vincenzo, il quartiere Foce e le colline della bassa Val Bisagno mentre dal Ponte Monumentale si possono osservare belle prospettive sulla sottostante via XX Settembre.

#### Circonvallazione a mare
La "Circonvallazione a mare" fu aperta nell'ultimo decennio dell'Ottocento con riempimenti lungo le scogliere che lambivano le mura marittime.
La strada, che lungo il suo percorso offre viste panoramiche sul porto, la Fiera e il quartiere della Foce, è formata da corso Maurizio Quadrio e corso Aurelio Saffi.
Il tratto di ponente, corso Maurizio Quadrio, in origine intitolato al Principe Oddone di Savoia, va dalle mura delle Grazie alla Cava attraversando l'area del "seno di Giano", interrato alla fine dell'Ottocento, dove sorgevano la "casa del marinaio" e l'Albergo Popolare. Corso Aurelio Saffi era in origine una strada litoranea che andava alle mura della Strega alla Cava, rasentando l'antico cimitero che si trovava nei pressi della foce del Bisagno, abbandonato intorno alla metà dell'Ottocento dopo la realizzazione del cimitero di Staglieno. Per l'ampliamento della via nel 1891 fu demolito anche l'oratorio delle Anime Purganti che si trovava accanto all'antico luogo di sepoltura.

#### Via D'Annunzio
In piazza Dante, alla base della Torre Piacentini, ha inizio via D'Annunzio, che attraversa tutto il moderno quartiere direzionale fino alla Circonvallazione a Mare, seguendo all'incirca il percorso delle antiche vie dei Servi e Madre di Dio. La via si sviluppa su due livelli, un camminamento pedonale coperto e una sottostante strada di scorrimento a due corsie che collega corso M. Quadrio e la sopraelevata al centro cittadino. Al margine di via D'Annunzio, sul pendio verso via del Colle, dov'erano un tempo storici vicoli, salite e piazzette dai nomi caratteristici (vico Pomogranato, salita Boccafò, vico Gattamora, vico Fosse del Colle, piazzetta dei Librai, piazzetta Lavatoi del Colle, solo per citarne alcuni) è stata creata un'area verde, il cosiddetto parco delle Mura del Barbarossa (i già ricordati giardini Baltimora o "giardini di plastica"), che conserva in qualcuno dei suoi vialetti il ricordo di questa toponomastica storica, in totale contrasto con le incombenti architetture moderne che lo circondano.

#### Le antiche strade
Prima dello sviluppo urbanistico ottocentesco, il colle di Carignano era raggiungibile solo con ripide mattonate, le tipiche creuze liguri, alcune delle quali, come salita San Leonardo, salita Santa Maria in via Lata, via San Giacomo di Carignano e salita dei Sassi, sono in parte sopravvissute all'urbanizzazione, anche se intersecate dalla moderna viabilità. Quasi nulla è rimasto invece delle strade e dei vicoli della zona del Colle (fra via Madre di Dio e via del Colle).

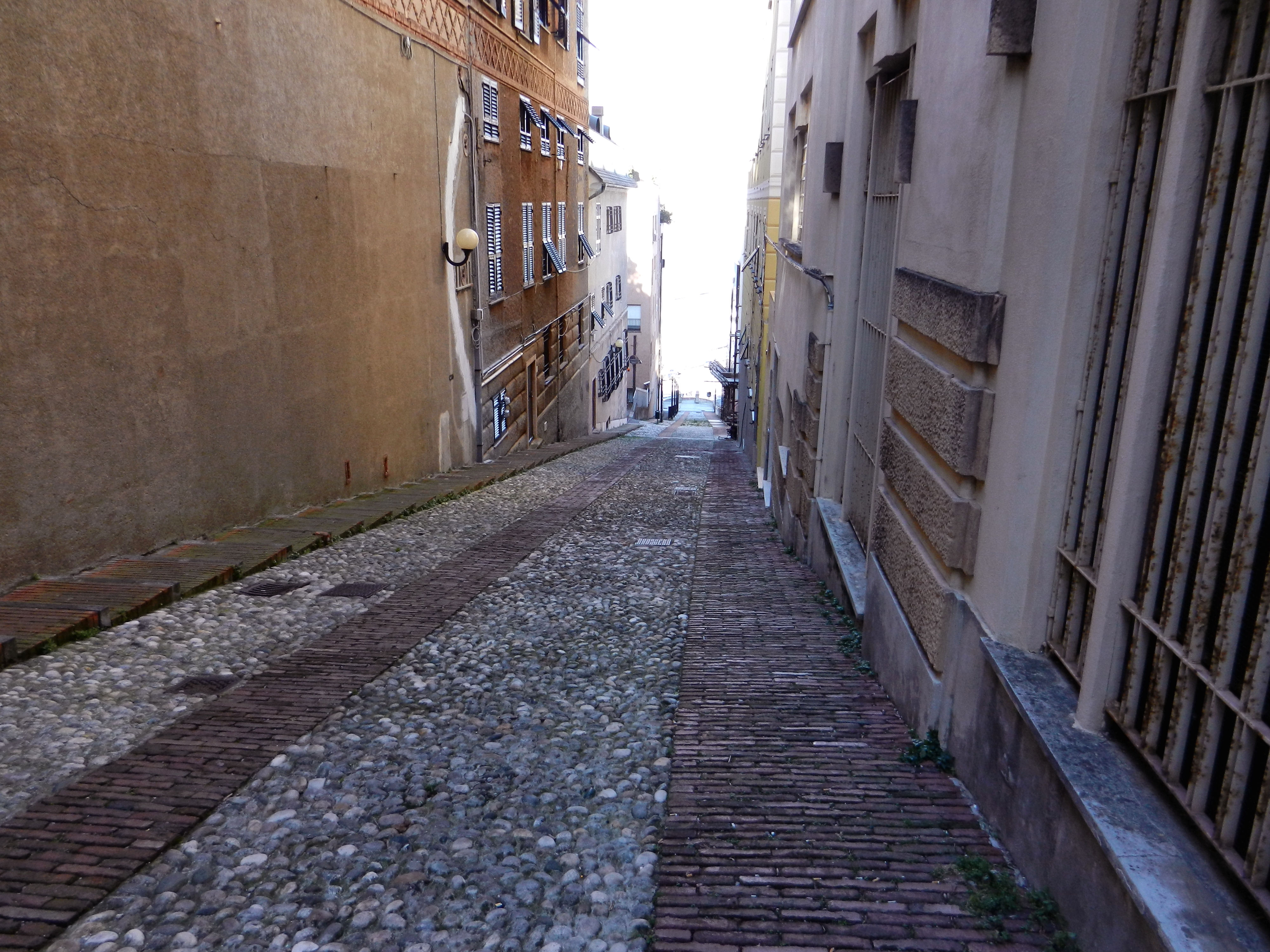
Salita dei Sassi
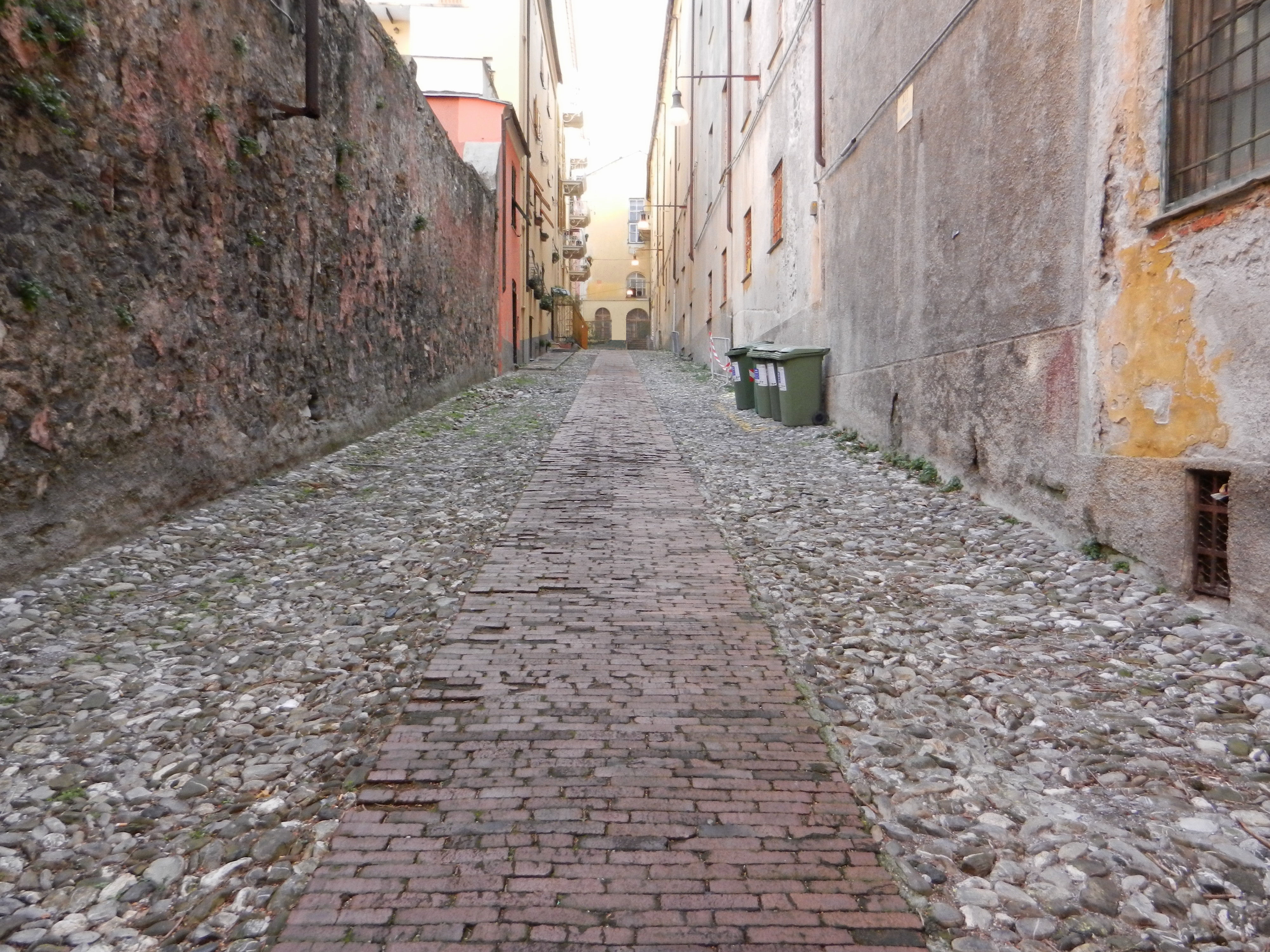
Via dei Sansone

##### Salita S. Leonardo
Dal lato orientale di via Fieschi, nel tratto inferiore, ha inizio salita S. Leonardo, che congiungeva piazza Ponticello con la sommità del colle. La salita prende il nome dall'omonimo convento fondato dal vescovo Leonardo Fieschi nel 1317, oggi caserma "Andrea Doria" dell'Esercito Italiano. Alla sommità della salita, nella piccola piazza S. Leonardo sorge il seicentesco complesso di Sant'Ignazio, che ospita una delle due sedi genovesi dell'Archivio di Stato.
Lungo la salita era un tempo la casa-bottega della famiglia Piola, famosi pittori del periodo barocco. Qui intorno alla fine del Seicento sotto la guida di Domenico Piola operavano numerosi artisti di varie discipline, creando opere d'arte destinate a chiese, conventi, confraternite e ricche case private. Fino alla fine dell'Ottocento i discendenti dei Piola ebbero il possesso della casa, ed in seguito ancora per molti anni il moderno palazzo che aveva sostituito la precedente costruzione, distrutta durante la guerra, continuò ad essere chiamato "casa dei Piola". Il portone del nuovo edificio conserva l'architrave e gli stipiti in marmo dell'antico palazzo, mentre sulla facciata un affresco di Aldo Bosco (1954) ricorda l'antica famiglia di artisti.
Da salita S. Leonardo si distacca via dei Sansone, una "creuza" appartata e silenziosa, un tempo viale d'accesso al convento di San Leonardo. La stradina prende il nome da un'antica famiglia di origine savonese che qui aveva le sue abitazioni.

##### Via San Giacomo
Era una lunga creuza che collegava Piazza Carignano all'antica chiesa di San Giacomo, passando tra ville patrizie, case contadine e campi coltivati. Tra il 1860 e il 1880 con la costruzione prima di via Rivoli e poi di via Corsica rimase divisa in due tronconi. Della creuza resta il tratto da via Corsica alla basilica di Carignano, che passa accanto alla villa Sauli. La parte da via Corsica al Poggio della Giovine Italia dal secondo dopoguerra ha preso il nome di via Galimberti.

##### Via Madre di Dio
Via Madre di Dio, che prendeva il nome dall'omonima chiesa, era una delle vie più caratteristiche dell'antico centro storico. La via era parte dell'asse stradale che collegava piazza Ponticello alla circonvallazione a mare passando sotto le arcate del ponte di Carignano. Da via Madre di Dio si diramava un intrico di stretti vicoli e scalinate che la collegavano a via Fieschi e via del Colle, sugli opposti versanti della valletta del Rivo Torbido. Il quartiere, semidistrutto dai bombardamenti della seconda guerra mondiale, scomparve completamente negli anni settanta. Di via Madre di Dio resta un breve spezzone, corrispondente al tratto mostrato nell'immagine a lato, utilizzato come svincolo tra il tunnel di via D'Annunzio e corso Quadrio.
La via era abitata da ceti popolari e la maggior parte degli uomini lavorava in porto. Numerose e molto frequentate erano le osterie, ritrovo degli uomini soprattutto per giocare a carte o alla morra. Voci, schiamazzi e rumori risuonavano dall'alba fino a sera inoltrata, come raccontato dal poeta Steva De Franchi, che così descriveva l'atmosfera del quartiere nel Settecento: "Figlia mia! Qui non c'è pace, né di giorno, né di notte. Mille voci risuonano dal mattino, appena giunta l'alba, fino alla sera. A frastornarvi comincia la lattaia, gridando: latte puro…", concludendo, dopo aver ricordato via via tutti gli artigiani e i venditori che animavano la via: "Ho la testa che mi rintrona come un tamburo, per il frastuono e lo schiamazzo che fa la gente!"

##### Via del Colle
Via del Colle (in genovese A Cheullia) dal ponte di Carignano alla Porta Soprana segue il percorso delle mura sulla sommità della collina alla destra del rivo Torbido e delimita l'area di Carignano da quella del Molo. La via, passando all'esterno delle mura, domina la sottostante valletta con il complesso degli edifici del centro direzionale. Diversamente da via Madre di Dio, alcune case di via del Colle sono state conservate e restaurate, altre invece ricostruite nelle forme originarie. Le case più antiche risalivano al XV secolo, dopo che era stata dismessa la cinta muraria "del Barbarossa", ed erano cresciute nei secoli successivi fino a creare in tutto il versante della collina un labirinto di vicoli.

### Architetture civili

#### Ponte di Carignano

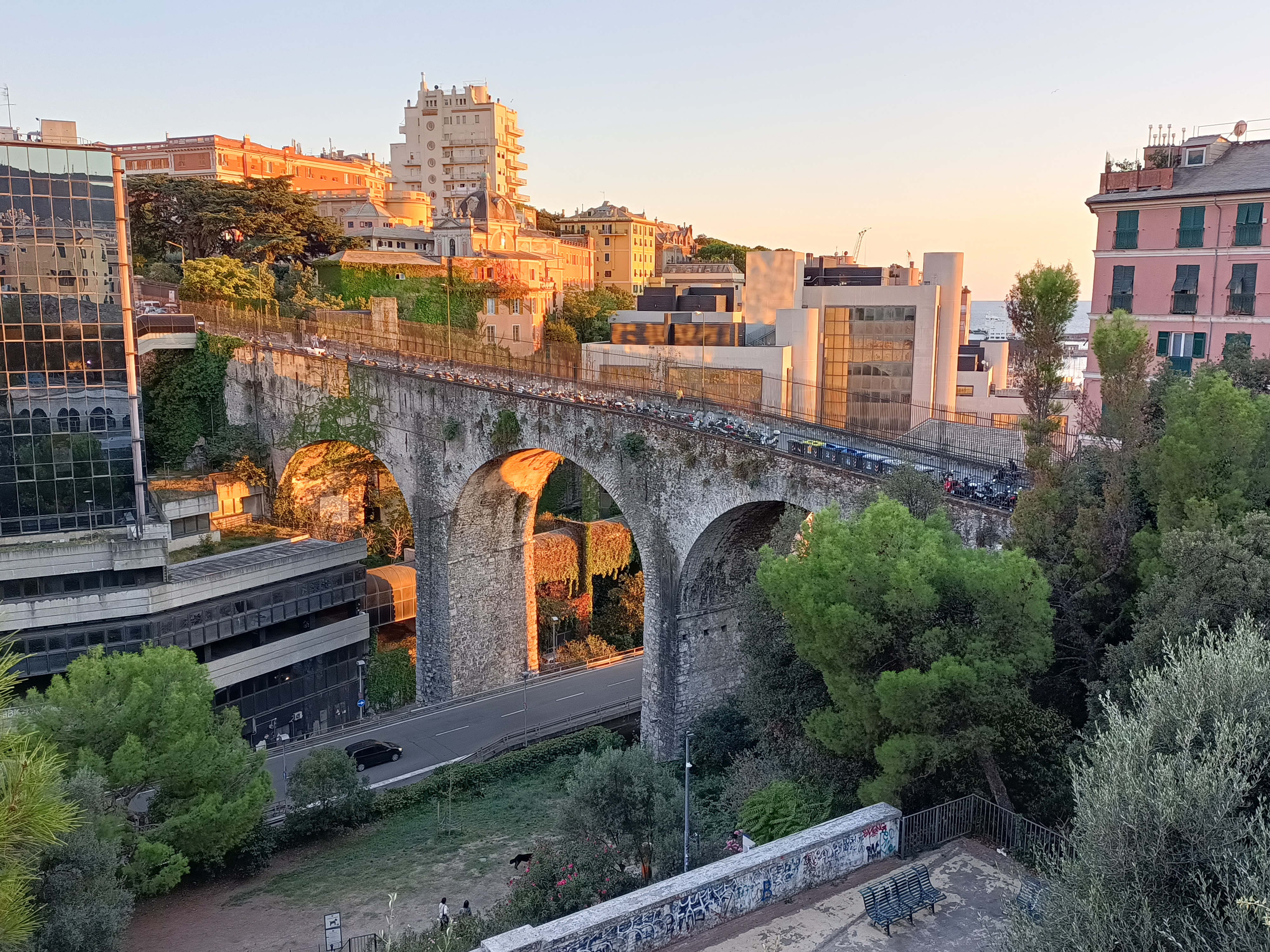
Il ponte di Carignano visto da via del Colle

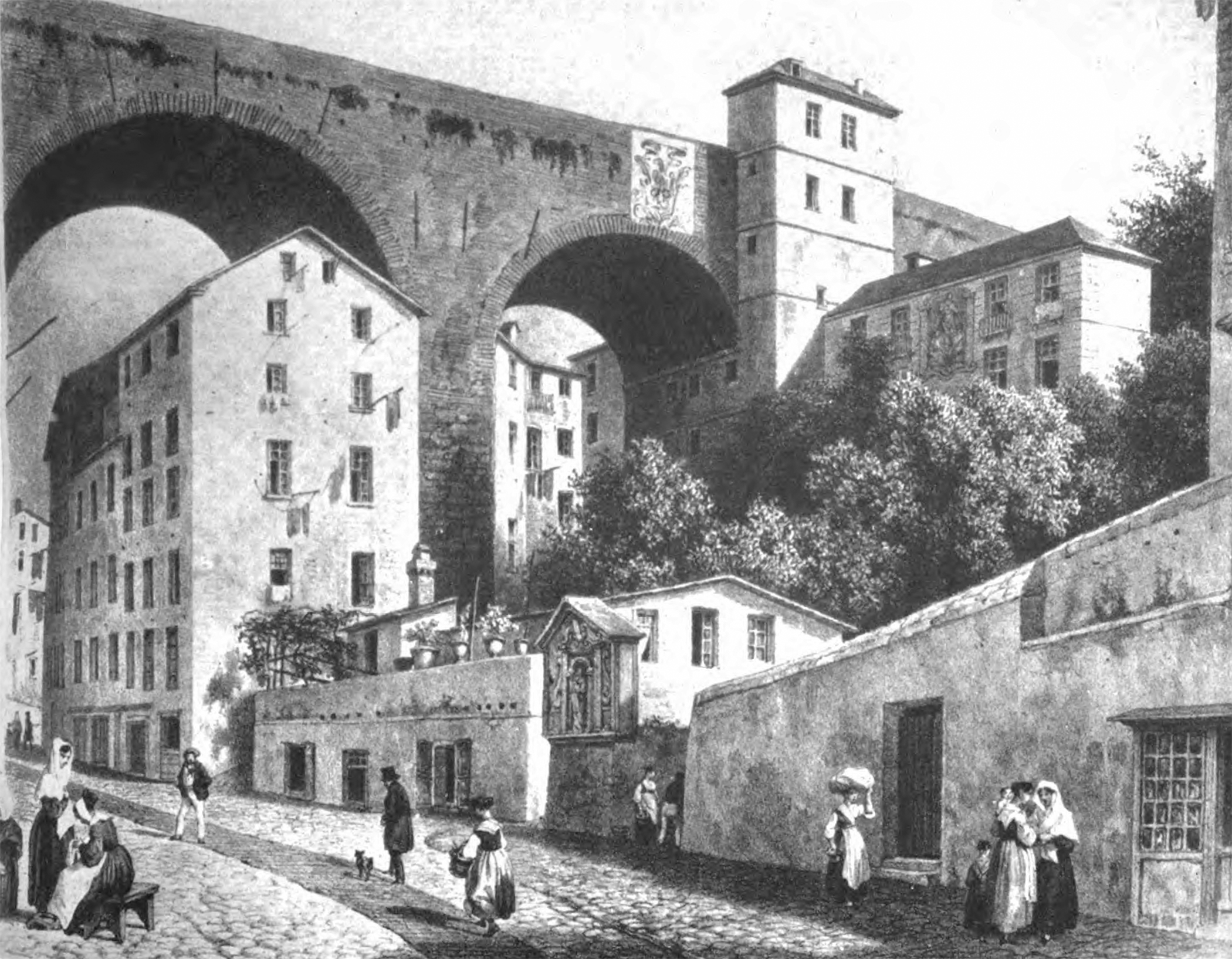
Il Ponte di Carignano e l'area di via Madre di Dio nella prima metà dell'Ottocento

Il ponte che collega i colli di Sarzano e Carignano, scavalcando la valletta del Rivo Torbido, fu costruito tra il 1718 e il 1724. Voluto dalla famiglia Sauli, che ne finanziò la costruzione, come via d'accesso alla basilica, era il tratto terminale di un percorso di rappresentanza che dal Palazzo Ducale saliva a Sarzano concludendosi davanti alla grande basilica alessiana che con la sua facciata, rinnovata proprio in quegli stessi anni, ne costituiva il fondale scenografico.
Il progetto era stato inizialmente commissionato da Domenico Sauli all'architetto bresciano Giovanni Bassignano (1653-1717), che però vi rinunciò passandolo ad un suo collaboratore, il francese Gerard De Langlade; è formato da quattro arcate, tre delle quali scavalcano via Madre di Dio. Una targa ricorda il commerciante Giulio Cesare Drago che nel 1877 fece costruire a sue spese le cancellate ancora presenti sui parapetti del ponte, per impedire i numerosi tentativi di suicidio.
Il ponte è uno dei pochi manufatti antichi rimasti nella valletta del Rivo Torbido, e si affaccia sul moderno centro direzionale. Gli svincoli stradali che hanno sostituito l'antica via Madre di Dio non consentono di cogliere più come un tempo la grande altezza delle sue arcate. La via che passa sopra al ponte è intitolata a Eugenia Ravasco, fondatrice delle Figlie dei Sacri Cuori di Gesù e di Maria, il cui istituito scolastico ha sede in piazza di Carignano, accanto all'imboccatura del ponte.

#### Ospedale Galliera
L'ospedale Galliera (o di S. Andrea), il secondo complesso ospedaliero genovese dopo quello di S. Martino, fu fondato nel 1878 dalla marchesa Maria Brignole Sale De Ferrari, Duchessa di Galliera. Costruito su progetto di Cesare Parodi, fu inaugurato il 4 marzo 1888. L'ospedale occupa l'area di un ex convento di clarisse cappuccine che dava il nome al vicino tratto delle mura cittadine.
L'edificio, la cui facciata è lunga 270 m, è formato da due gallerie sovrapposte, con grandi pareti vetrate e pavimenti in marmo, nelle quali si innestano a ventaglio sette padiglioni.
Negli anni sessanta nuovi moderni edifici sono stati affiancati a quelli già esistenti. Nella cappella si trovano affreschi di Nicolò Barabino, raffiguranti storie della vita di S. Andrea apostolo.

#### Biblioteca Berio (ex seminario arcivescovile)

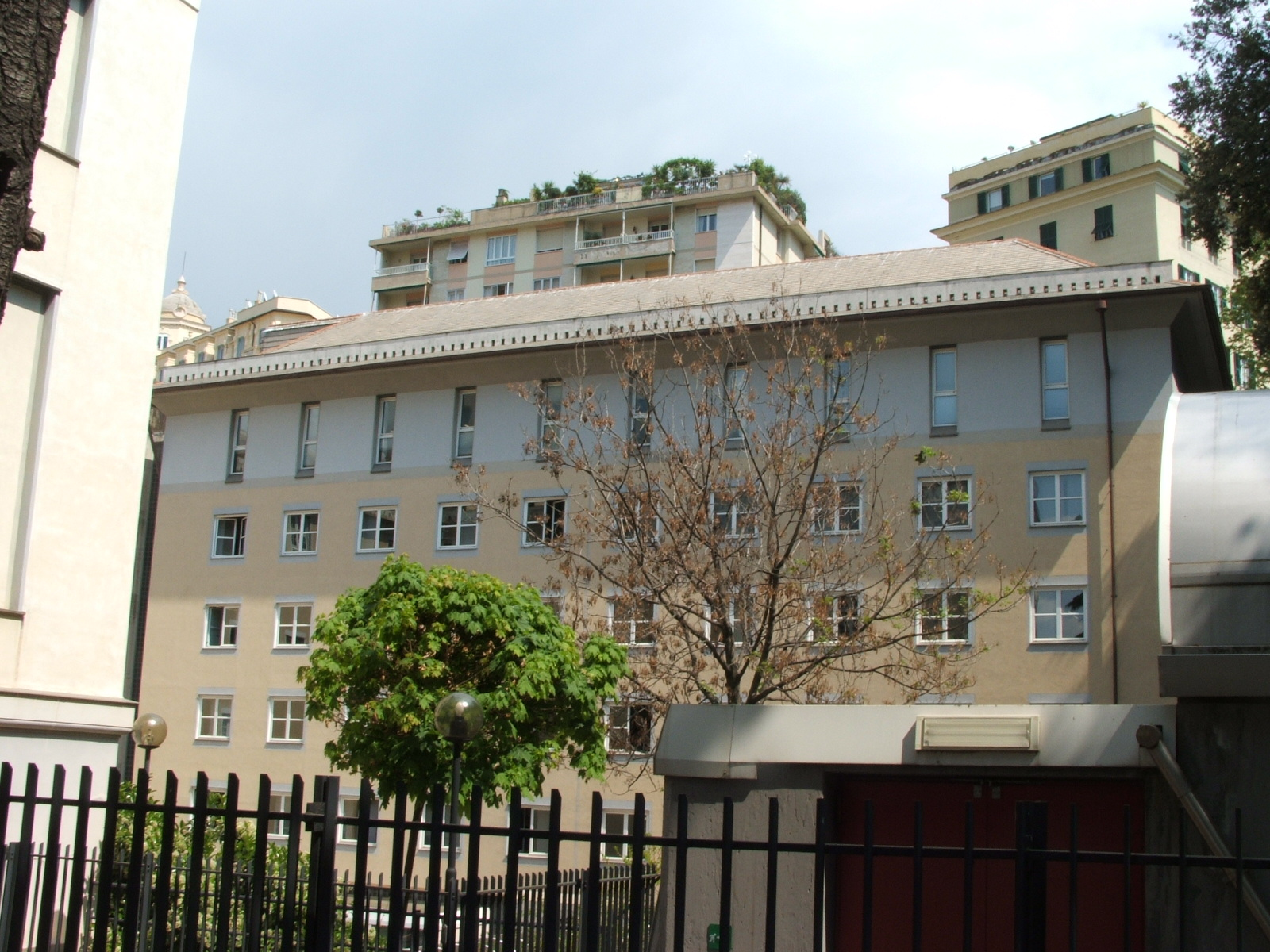
L'ala ottocentesca dell'ex seminario maggiore, sede della Biblioteca Berio

Il palazzo in cui ha sede la biblioteca si trova in via Porta d'Archi, a poca distanza dalla centralissima piazza Dante. Fu costruito nel XVII secolo per volere dell'arcivescovo Stefano Durazzo e con il contributo di numerosi cittadini per ospitare il seminario arcivescovile.
L'edificio, realizzato in uno stile volutamente sobrio, su progetto di Gerolamo Gandolfo affiancato da Pier Antonio Corradi e Antonio Torriglia, fu inaugurato nel 1657. Venne ampliato in due riprese nel corso dell'Ottocento. L'edificio non fu direttamente coinvolto dai lavori di attuazione del piano urbanistico che negli anni trenta del Novecento trasformarono radicalmente tutta l'area circostante, con la cancellazione del quartiere di Ponticello e l'apertura di via Dante, piazza Dante e della galleria Cristoforo Colombo proprio al di sotto del giardino del palazzo. L'edificio subì invece gravi danni durante la seconda guerra mondiale quando l'ala ottocentesca di levante venne distrutta dai bombardamenti aerei.
Nel 1970 il seminario venne trasferito in una nuova struttura sull'altura del Righi. L'edificio, rimasto in stato di abbandono fino alla metà degli anni ottanta, venne individuato dal comune di Genova come sede per la biblioteca civica, che vi si insediò nel 1998 dopo un lungo restauro condotto tra il 1985 e il 1992 su progetto dell'architetto Piero Gambacciani. La biblioteca Berio, fondata dall'abate Carlo Giuseppe Vespasiano Berio nel 1775, in precedenza aveva sede nel Palazzo dell'Accademia ligustica di belle arti, in piazza De Ferrari.

#### Archivio di Stato di Genova (ex convento di S. Ignazio)

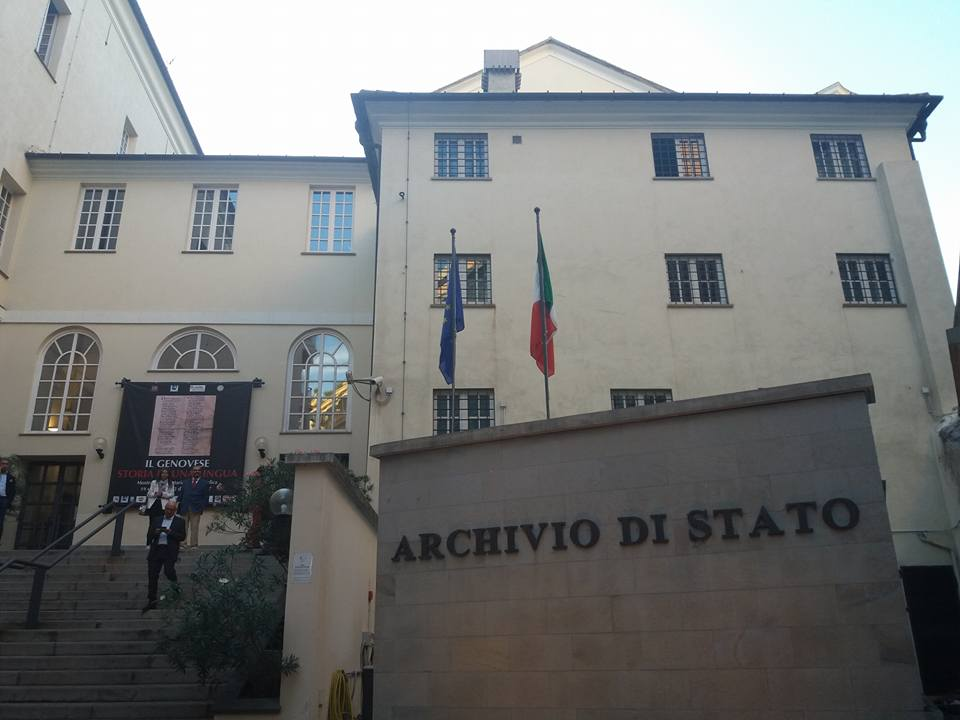
L'ex convento di S. Ignazio, sede dell'Archivio di Stato di Genova

Il complesso di S. Ignazio, affacciato sulla piccola piazza S. Leonardo, è composto di vari edifici di epoche diverse. Il nucleo più antico è una villa medioevale, dal Quattrocento di proprietà della famiglia de Franceschi, situata alle spalle della chiesa di S. Maria in Via Lata.
Ampliata nella seconda metà del Cinquecento, quando nel salone al piano nobile fu realizzato da Andrea Semino l'affresco raffigurante il ratto delle sabine, nel 1659 fu acquistata dai Gesuiti che ne fecero la sede del loro noviziato, trasferendola dalla precedente sede del Paverano. L'affresco è stato riscoperto durante i recenti lavori di restauro perché i Gesuiti, ritenendo il soggetto troppo profano, lo fecero ricoprire con una mano di calce.
Tra il 1676 e il 1683 i Gesuiti ampliarono l'edificio, realizzando nuove ali destinate ad accogliere i novizi e intorno al 1720, su disegno dell'onegliese Giovanni Battista Ricca, fu costruita la chiesa, intitolata al fondatore S. Ignazio. Affacciata su piazza S. Leonardo, la chiesa ha una facciata disadorna e priva di un ingresso aperto verso l'esterno, essendo destinata esclusivamente al servizio del noviziato.
Nel 1773 il complesso passò alle monache agostiniane. Chiuso nel 1810 per le leggi di soppressione degli ordini religiosi fu trasformato in caserma, con pesanti rimaneggiamenti alle strutture. Nel primo dopoguerra la "caserma S. Ignazio" fu rinominata "caserma Piave". Il complesso, che poteva ospitare fino a 500 soldati, fu adibito a caserma fino alla seconda guerra mondiale, quando dovette essere abbandonato per i gravi danni causati dai bombardamenti.
Nel 1986, su progetto di Angelo Sibilla, iniziò una lunga opera di recupero, conclusa solo nel 2004, per destinarlo a sede dell'Archivio di Stato di Genova, in cui sono conservati 25.000 documenti, il più antico dei quali risale al 1154, relativi a contratti di compravendita, assicurazione, costituzione di società, testamenti e inventari, fondamentali per ricostruire la storia economica della Repubblica di Genova.
La villa cinquecentesca, cuore dell'intero complesso, e che oltre ai citati affreschi presenta interessanti elementi architettonici, come il loggiato e la volta a stella delle scale, rappresenta un significativo esempio dell'architettura di villa precedente all'arrivo a Genova di Galeazzo Alessi, che con il suo inconfondibile stile avrebbe rivoluzionato la struttura delle residenze patrizie genovesi.
Prima che il complesso fosse trasformato in caserma, nella chiesa erano conservate notevoli opere d'arte tra i quali i dipinti raffiguranti "Sant'Ignazio", del Grechetto, "Morte di san Stanislao" e "Madonna che porge il Bambino a san Luigi", di Lorenzo De Ferrari e "Concezione della Vergine", attribuito al gesuita Andrea Pozzo.

#### Villa Croce

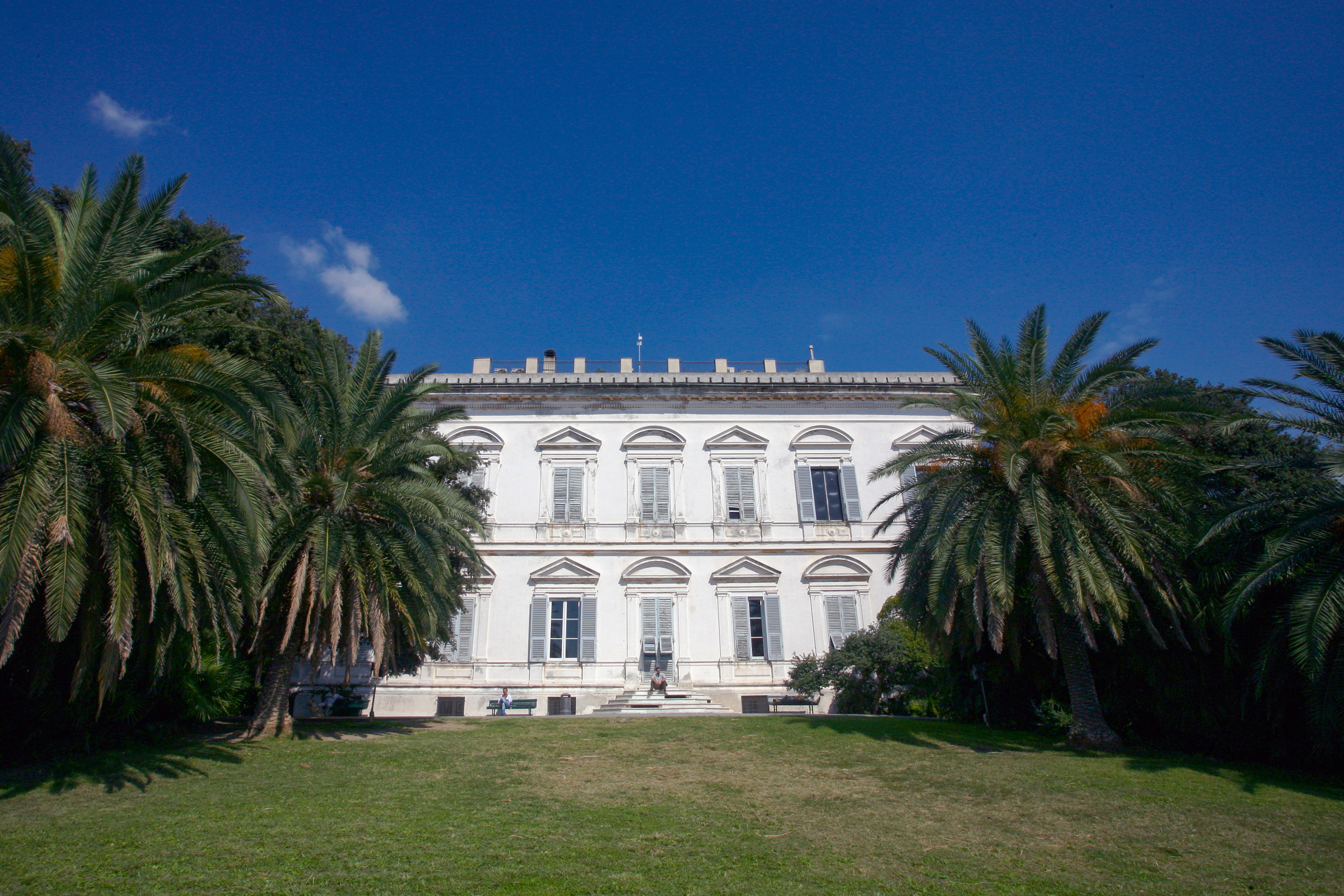
Villa Croce

Al centro di un parco pubblico che sovrasta corso Aurelio Saffi e il quartiere fieristico con il suo belvedere panoramico, villa Croce è una villa ottocentesca in stile neoclassico, costruita per conto di Giovanni Giacomo Croce su di un precedente edificio appartenuto agli Spinola. Donata nel 1952 dalla famiglia Croce al comune di Genova, col vincolo di farne un museo, dal 1985 la villa è sede del Museo d'arte contemporanea Villa Croce, il cui patrimonio artistico comprende più di 3.000 opere tra dipinti, sculture, collages e fotografie, tra cui l'importante collezione Maria Cernuschi Ghiringhelli, con oltre duecento opere di alcuni importanti artisti italiani dal primo astrattismo agli anni ottanta. Una sezione è dedicata agli artisti liguri del secondo Novecento. Il museo espone anche una ricca collezione di opere di Sandro Cherchi e opere grafiche di vari maestri incisori contemporanei.

#### Villa Mylius - Figari

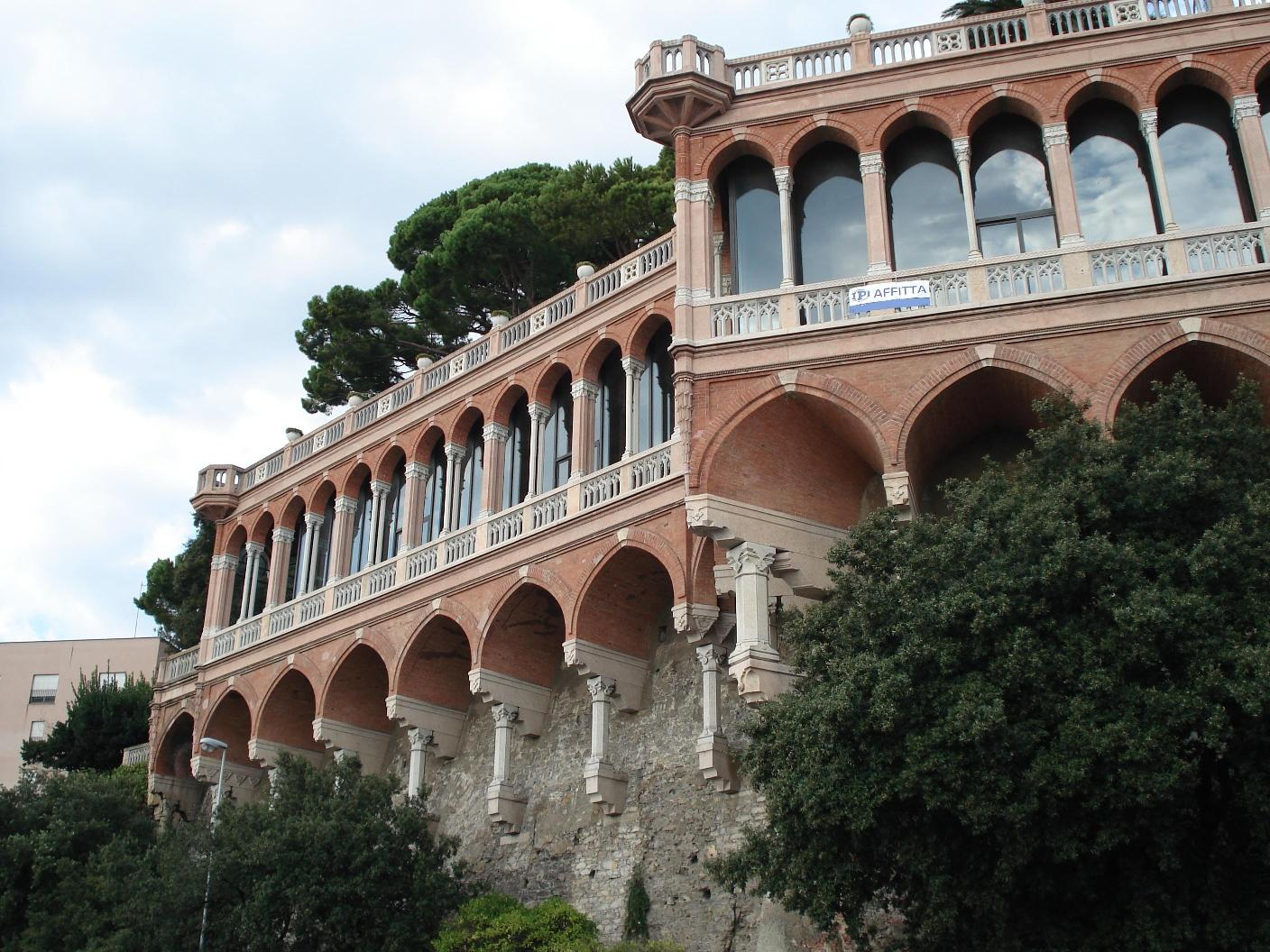
Il loggiato di Villa Mylius da corso Aurelio Saffi

Villa Figari, più conosciuta come Villa Mylius, è una residenza in stile neogotico, costruita nel 1855 a poca distanza dalla basilica alessiana, il cui giardino si affaccia con un'elegante loggia-belvedere su corso Aurelio Saffi; realizzata sulla struttura delle antiche mura di S. Margherita, questa loggia era in origine sospesa sulle scogliere che delimitavano a mare il colle di Carignano.
Prende il nome dall'imprenditore di origine svizzera Federico Mylius (1838-1892), che vi raccolse una pregevole collezione di opere d'arte ed altri reperti provenienti da chiese e palazzi storici demoliti nell'Ottocento, andati in seguito dispersi. È tuttora una dimora privata.

#### Villa Sauli
La villa della potente famiglia Sauli, che fece realizzare la basilica di Carignano, si trova lungo via S. Giacomo. Attribuita all'Alessi, fu costruita verso la fine del XVI secolo; più volte rimaneggiata, nel 1880 per l'apertura di via Corsica perse gran parte del giardino. Restaurata all'inizio del Novecento da Luigi Rovelli, fu quasi completamente distrutta dai bombardamenti durante la seconda guerra mondiale. La villa, della quale restavano i muri perimetrali e pochi ambienti interni, fu ricostruita nel dopoguerra ad uso residenziale, rispettando volumi e strutture dell'edificio originario.
Tra il 1866 e il 1877 venne affittata come residenza estiva da Giuseppe Verdi che qui compose parte dell'Aida. Dal 1878 il celebre compositore si trasferì nella Villa del Principe.

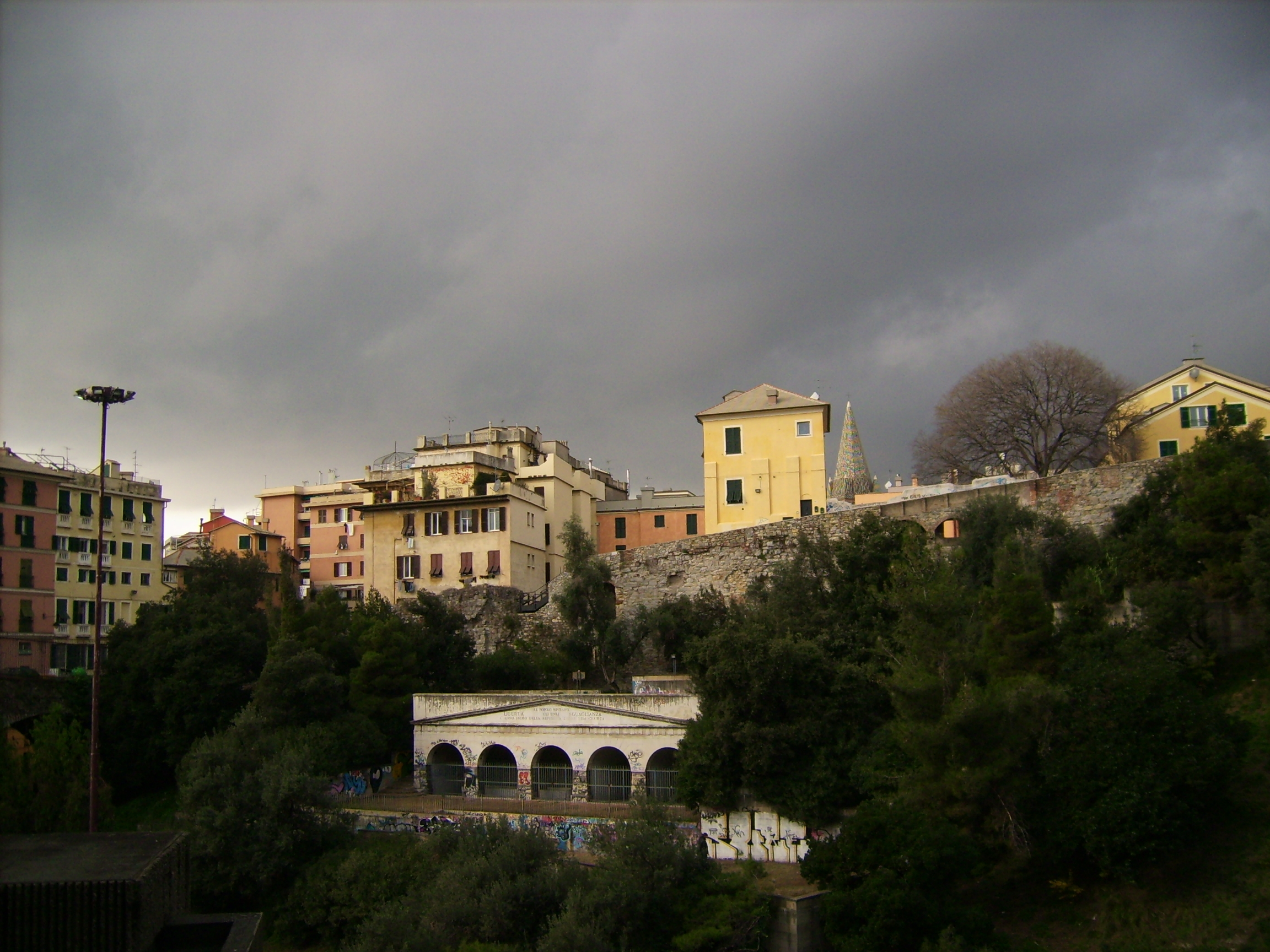
I lavatoi dei Servi, detti del Barabino, nella loro nuova collocazione alla base delle mura del Colle

#### Lavatoi del Barabino
Nella parte alta del parco urbano delle Mura (giardini Baltimora) sono stati ricostruiti i monumentali "lavatoi dei Servi". Costruiti nel 1797, si trovavano accanto alla chiesa di Santa Maria dei Servi, dove nel secondo dopoguerra fu costruito il "Centro dei Liguri". Con la demolizione del quartiere sono stati smontati e ricomposti sotto via del Colle, dove prima era la piazzetta dei "lavatoi del Colle", struttura del primo Novecento, con l'intento di creare un "parco urbano" che racchiudesse in un'area verde i resti delle mura del Barbarossa insieme al elementi architettonici salvati dalla demolizione quali appunto gli storici lavatoi pubblici di via dei Servi, voluti dalla Repubblica Ligure.
Accantonato un precedente progetto di Giacomo Brusco, il nuovo governo democratico affidò l'incarico a Carlo Barabino, che realizzò un'elaborata struttura in stile neoclassico accanto alla chiesa dei Servi. Il frontone reca la scritta, di ispirazione giacobina: "Al popolo sovrano - Libertà - Eguaglianza - Gli edili l'anno primo della Repubblica Ligure democratica MDCCXCVII"

### Architetture religiose
L'espansione urbanistica del quartiere e gli eventi bellici hanno causato la scomparsa di alcune storiche chiese della zona di Carignano, oltre a quelle annesse ai vari conventi, di cui resta traccia nella toponomastica.
- Chiesa di S. Giacomo. La chiesa di San Giacomo, fondata nel 1154, sorgeva dov'è ora il "Poggio della Giovine Italia".[41] Nel 1536 passò agli Agostiniani, che vi rimasero fino alla soppressione del 1798, quando la chiesa ritornò al clero secolare[42] L'antica chiesa fu chiusa al culto nel 1890 e demolita nel 1905. Il suo titolo parrocchiale è stato trasferito alla nuova chiesa dedicata al Sacro Cuore e S. Giacomo, costruita poco distante.[41][43] Fino al 1871 nei sotterranei della chiesa venivano gettati in un pozzo comune i corpi dei condannati a morte giustiziati nella vicina spianata della Cava.[2]

- Chiesa di S. Margherita. Alle falde del colle di Carignano, nei pressi della "salita dei Sassi", sorgeva la chiesa di S. Margherita detta "della Rocchetta". In questo luogo dal 1359 sorgeva un convento di monache cistercensi, che lo abbandonarono nel 1535. Nel XVIII secolo l'edificio ormai in rovina fu acquistato dalla confraternita dei merciai, che lo riedificarono per destinarlo alle figlie dei loro associati che avessero voluto consacrarsi alla vita religiosa ed istituirono l'oratorio dei santi Bernardino e Alessio.[35][42][44] Le monache, dal 1758 assoggettate alla regola salesiana, lasciarono il convento nel 1822 quando questo, acquisito dal comune di Genova, divenne sede delle guardie municipali, ma la chiesa fu ancora officiata per molti anni da una confraternita.[45] Sull'area del complesso, andato distrutto durante la seconda guerra mondiale, sorge un moderno edificio che ospita vari uffici comunali. Nella chiesa vi erano dipinti di Bartolomeo Guidobono (S. Margherita, conservato a Palazzo Bianco), Domenico Fiasella (Il rifiuto dell'offerta di Gioacchino al tempio, trasferito nella parrocchiale di Montoggio) e Domenico Piola (Santi Bernardino ed Alessio in contemplazione di Maria).[35][42]
- Chiesa di S. Maria dei Servi. La chiesa di S. Maria dei Servi sorgeva nell'omonima via e fu anch'essa distrutta dai bombardamenti della seconda guerra mondiale; quanto ne restava fu demolito negli anni settanta per costruire il complesso direzionale del "Centro dei Liguri". Quanto fu possibile recuperare di arredi ed opere d'arte è stato trasferito, insieme al titolo parrocchiale, nella nuova chiesa di S. Maria dei Servi, in via Cecchi, nel quartiere della Foce, costruita nel 1959. La chiesa era stata eretta nel 1327 al margine del Rivo Torbido e per questo chiamata S. Maria di Rio Torbido. In seguito prese il nome dai religiosi dell'ordine dei Servi di Maria, ai quali fu affidata, che vi rimasero ininterrottamente fino alla demolizione e che ancora officiano la nuova chiesa della Foce. Nel 1393 in questa chiesa era stata istituita una confraternita alla quale aderivano i forestieri che vivevano a Genova, e per questo chiamata "confraternita della Madonna della Misericordia dei forestieri". Nel 1797 vi fu trasferito il titolo parrocchiale dalla chiesa di S. Andrea della Porta, chiusa a causa delle soppressioni napoleoniche e trasformata in carcere. Da questa chiesa proveniva la tavola raffigurante S. Andrea, della scuola di Antonio Semino e Teramo Piaggio. Vi erano conservate anche opere di Domenico Piola (S. Filippo Benizzi, Santa Barbara e S. Giuliana Falconieri), Giovanni Andrea De Ferrari (Assunzione e S. Andrea), Bernardo Castello (San Francesco da Paola ed altri[42]; alcune di queste opere sono nella chiesa della Foce. Gli antichi registri parrocchiali sono invece conservati nelle due parrocchiali di Carignano.

Nell'area di Carignano si trovano due chiese cattoliche parrocchiali, che fanno parte del vicariato "Carignano - Foce" dell'arcidiocesi di Genova. Oltre a queste restano due storici edifici religiosi non più utilizzati come luoghi di culto, Santa Maria in Via Lata, antica abbazia dei Fieschi e la chiesa della Madre di Dio, sede della Biblioteca Franzoniana.

#### Basilica di Santa Maria Assunta di Carignano

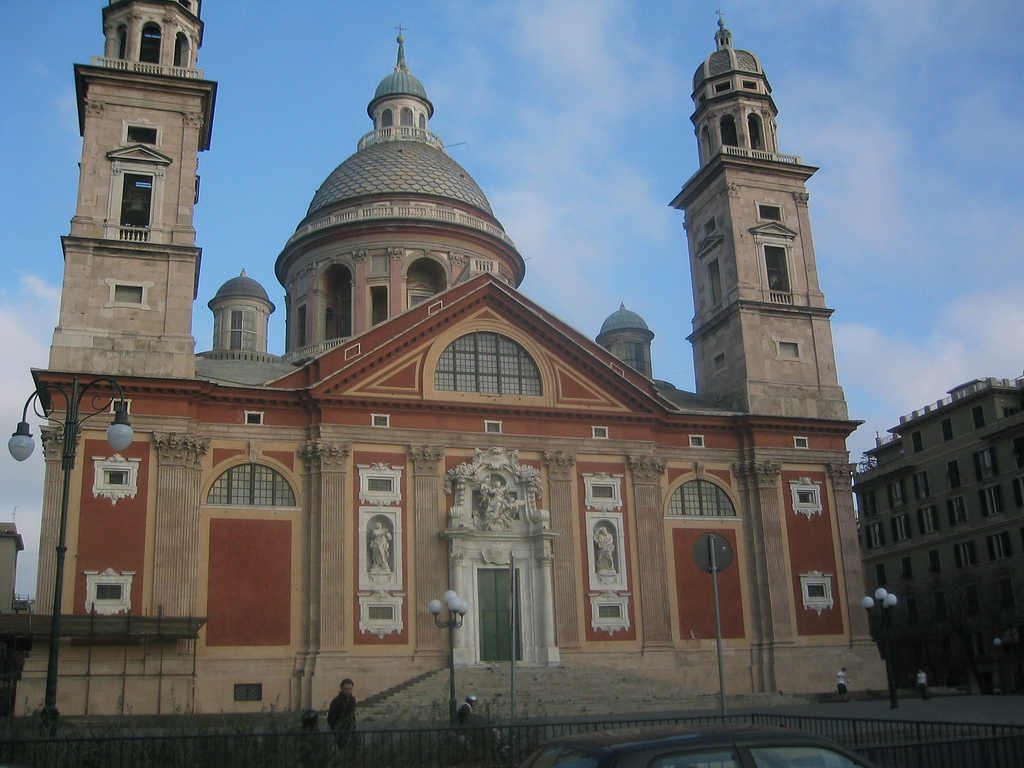
La basilica di Carignano

La basilica di Santa Maria Assunta, opera di Galeazzo Alessi, è il più noto edificio pubblico del quartiere ed uno dei migliori esempi di architettura rinascimentale della città.
La chiesa, che svetta al culmine del colle di Carignano, sorse come chiesa gentilizia della famiglia Sauli, per volontà di Bandinello Sauli, che nel suo testamento del 17 ottobre 1481 disponeva la creazione di un apposito fondo presso il Banco di S. Giorgio. La costruzione, iniziata intorno alla metà del Cinquecento, si protrasse fino all'inizio del secolo seguente, ma nuovi lavori furono eseguiti anche nei secoli successivi, tanto che nel linguaggio popolare divenne proverbiale l'espressione "A l'è comme a fabrica de Caignan" ("è come la fabbrica di Carignano") per indicare un'impresa interminabile. Nel 1939 divenne parrocchia territoriale e nel 1951 fu consacrata come basilica minore.
L'edificio ha pianta a croce greca, con una grande cupola centrale e quattro cupolette agli angoli. Caratteristica della chiesa sono i quattro prospetti identici su ogni lato, mentre dei quattro campanili previsti dal progetto dell'Alessi sono stati realizzati solo i due in corrispondenza della facciata principale. L'interno ha pareti bianche, decorate da lesene che riprendono il motivo della decorazione esterna. Le volte hanno il soffitto a cassettoni.
Numerose le opere d'arte presenti all'interno. Notevoli, anche per le loro dimensioni, le statue di santi collocate al centro della chiesa e nella facciata principale, di Claude David, Pierre Puget e Filippo Parodi. Agli altari tele di celebri pittori del Seicento, tra i quali Domenico Piola, Luca Cambiaso, Domenico Fiasella e il Guercino. Pregevole l'organo, rifacimento dovuto agli organari Bianchi (1853) e Lingiardi (1905) dell'originario organo seicentesco di Willem Hermans.

#### Chiesa del Sacro Cuore e San Giacomo di Carignano

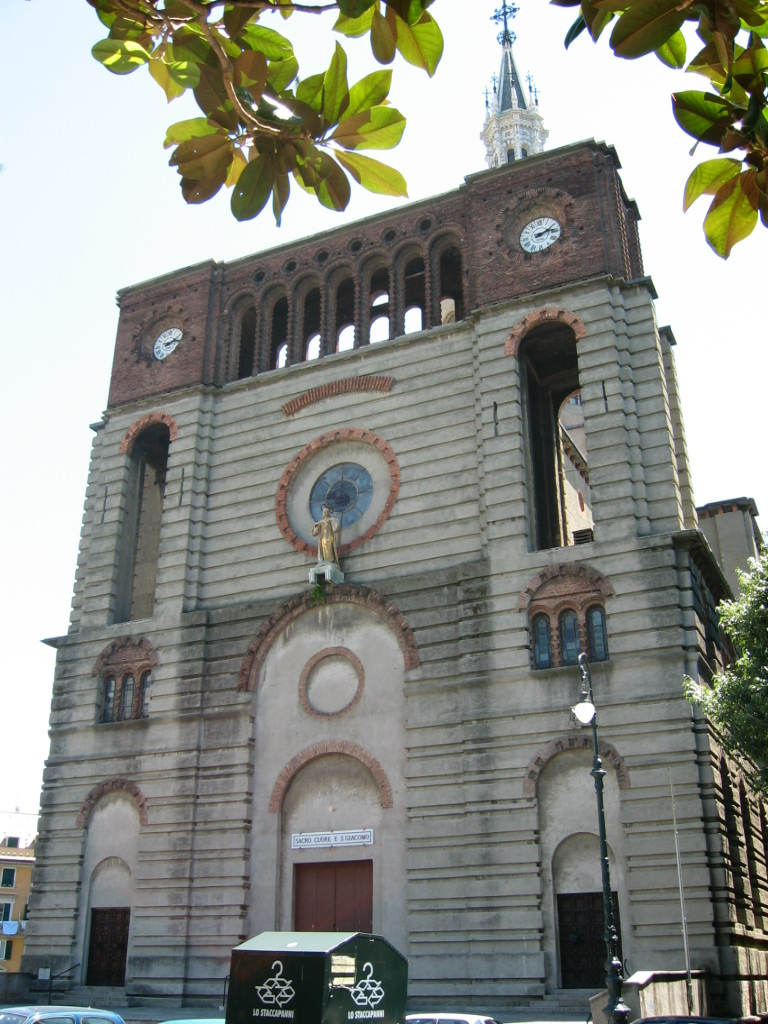
La facciata della chiesa del Sacro Cuore e San Giacomo di Carignano

La Chiesa del Sacro Cuore e San Giacomo di Carignano fu edificata tra il 1892 e il 1914 su progetto di Luigi Rovelli, nella piazza allora intitolata a Nino Bixio. Il progetto originario subì in corso d'opera radicali modifiche. Nel 1896 fu completato l'ampio salone della cripta, dove iniziò provvisoriamente a funzionare la chiesa. Tra il 1902 e il 1914 al di sopra di questo locale, che dal 1969 ospita il Teatro Carignano, fu innalzata la chiesa vera e propria, decorata negli anni venti, quando furono realizzati anche gli altari.
In stile neoromanico, ha un'imponente facciata, terminata in alto da un loggiato con ai lati due orologi. La chiesa è sormontata da un'alta cupola ottagonale che culmina con l'imponente guglia. L'interno ha tre navate, separate da colonne binate, con quattro altari laterali.

#### Chiesa di Santa Maria via Lata

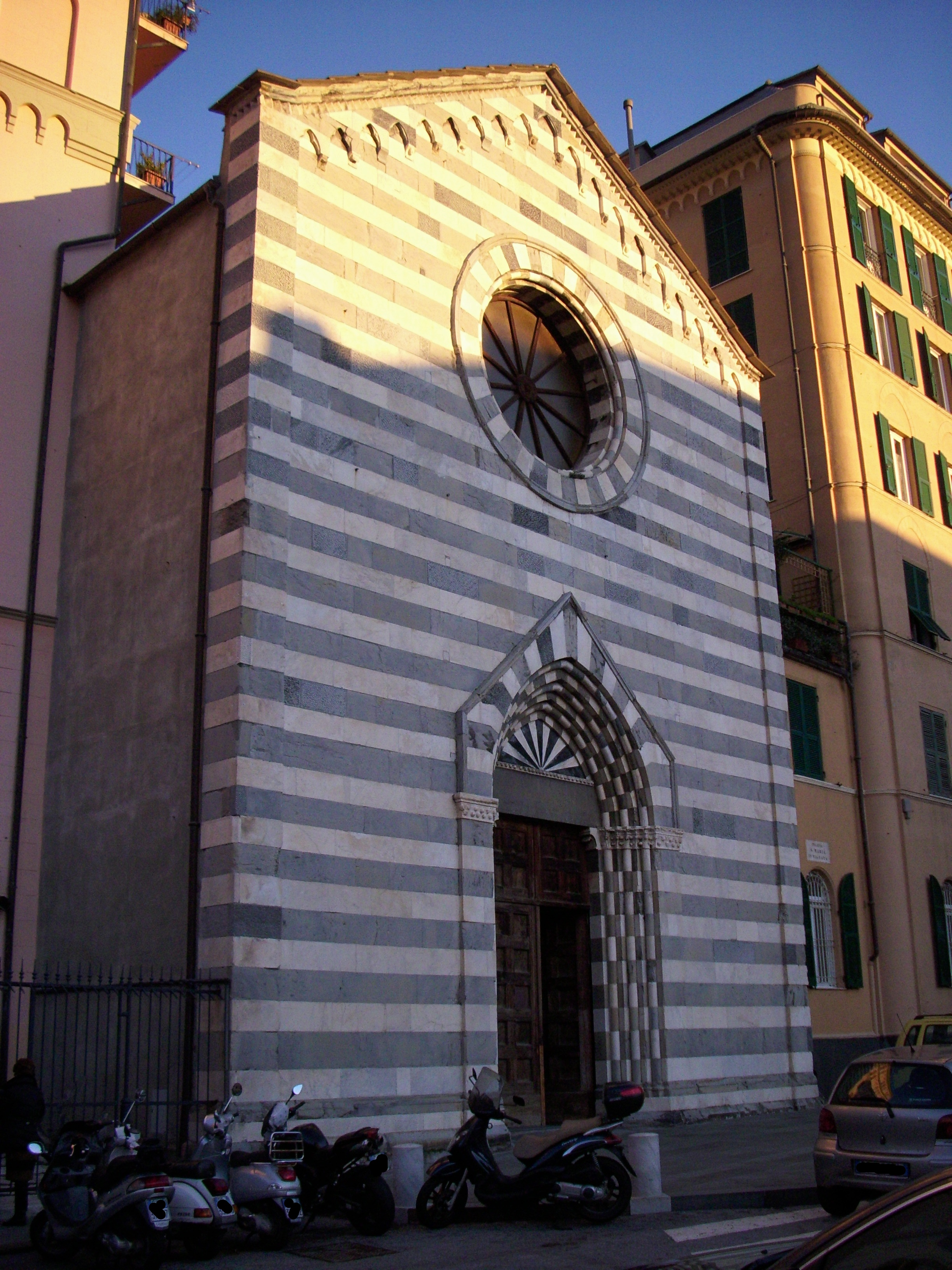
La facciata della chiesa di Santa Maria via Lata

La chiesa di Santa Maria in Via Lata, già abbazia della famiglia Fieschi, sconsacrata nell'Ottocento, fu costruita nel 1340 per volontà testamentaria del cardinale Luca Fieschi e riprende il nome della omonima basilica romana a cui era legato il suo titolo cardinalizio.
I Fieschi vi istituirono una collegiata di dodici canonici, ma nel 1547, quando a causa della fallita congiura di Gianluigi Fieschi ai danni di Andrea Doria le loro proprietà sul colle di Carignano furono espropriate e il loro palazzo distrutto, la chiesa, pur restando giuspatronato della famiglia genovese fu declassata a semplice abbazia, titolo che si estinse solo nel 1858 con la morte dell'ultimo abate, il cardinale Adriano Fieschi.
Nel 1858 la chiesa, sconsacrata, divenne sede di una fabbrica di mobili e nel 1911 fu acquistata dalla confraternita di Sant'Antonio Abate. Gravemente danneggiata dalle bombe durante la seconda guerra mondiale fu ricostruita a partire dal 1949, ma i lavori furono portati a termine solo negli anni ottanta, ma non fu più riaperta al culto e ospita un laboratorio di restauro.
Di forme romanico-gotiche, ha la facciata a bande bianche e nere, tipiche dell'architettura genovese del XIV secolo, realizzate alternando lastre di marmo bianco e ardesia. Il rosone centrale, distrutto dalle bombe, è stato ricostruito nel 1953. L'interno, a navata unica, ha una copertura a capriate in legno a vista, rifatta nel 1950, mentre l'abside, di forma quadrata, è sormontato da una volta a crociera. Nelle volte in muratura sono visibili alcuni affreschi del tardo Quattrocento raffiguranti i quattro evangelisti.

#### Chiesa e convento della Madre di Dio
Posto accanto al ponte di Carignano, sfiorato dallo svincolo automobilistico che collega il centro cittadino alla circonvallazione a mare, il complesso della Madre di Dio è uno dei pochi edifici superstiti dell'antico rione. Fondato nel 1680 dai Chierici regolari della Madre di Dio, dava il nome all'omonima via, asse centrale del popolare sobborgo. Ristrutturato nei primi anni duemila, il complesso ospita dal 2008 la Biblioteca Franzoniana.
La chiesa fu solennemente inaugurata nel 1682 alla presenza del doge Luca Maria Invrea. Nel 1684 il convento fu quasi distrutto dal bombardamento navale francese, mentre la chiesa subì gravissimi danni e fu restaurata negli anni seguenti grazie a pubbliche sottoscrizioni. La chiesa fu consacrata nel 1732 dal vescovo di Ventimiglia Antonio Maria Bacigalupi, appartenente alla congregazione della Madre di Dio.
Il complesso fu chiuso alla fine del Settecento per le leggi di soppressione degli ordini religiosi: il convento fu trasformato in abitazioni e la chiesa divenne un'officina. Nel 1853 la chiesa fu acquistata dai Valdesi che volevano farne un loro luogo di culto ma il progetto fu avversato dall'arcivescovo Andrea Charvaz, oltre che da numerosi parroci e cittadini e nel 1855 i Valdesi per evitare ulteriori polemiche la cedettero per 60.000 lire agli Operai Evangelici Franzoniani, che l'anno seguente la riaprirono al culto. Questo evento fu causa di una scissione nella comunità valdese di Genova da parte di alcuni membri, irritati dalla debolezza mostrata dai responsabili della Tavola valdese nei confronti della controparte cattolica.
Durante la seconda guerra mondiale la chiesa, che aveva subito qualche danno a causa di bombardamenti che avevano pesantemente colpito il quartiere, divenne un rifugio per i senzatetto. Dal 1946 utilizzata come succursale della chiesa del SS. Salvatore in Sarzano, semidistrutta dai bombardamenti, fu chiusa definitivamente nel 1957. Dopo anni di abbandono, tra il 1988 e il 1993 fu occupata da un centro sociale autogestito, chiamato "l'Officina".
Rientrati in possesso dell'edificio, gli Operai Evangelici ne avviarono il restauro, per adibirlo a sede della loro biblioteca. L'inaugurazione della nuova sede avvenne il 10 dicembre 2008, in concomitanza con le celebrazioni per il terzo centenario della nascita del fondatore, anche se l'ultimo lotto dei lavori è stato completato solo nel 2010.
La chiesa aveva in origine sei cappelle, ma solo due furono ripristinate quando ne entrarono in possesso i Franzoniani. Il Ratti, pochi anni prima della chiusura, tra le opere d'arte che vi erano conservate, citava una statua della Madonna con angeli di Honoré Pellé, posta sull'altare maggiore, affreschi attribuiti ad Antonio Maria Haffner e Paolo Gerolamo Piola e dipinti del Mulinaretto ("Cristo che versa sangue dalle piaghe"), Gregorio De Ferrari ("S. Filippo Neri") e Domenico Fiasella ("S. Bernardo").

### Architetture militari

#### Le mura

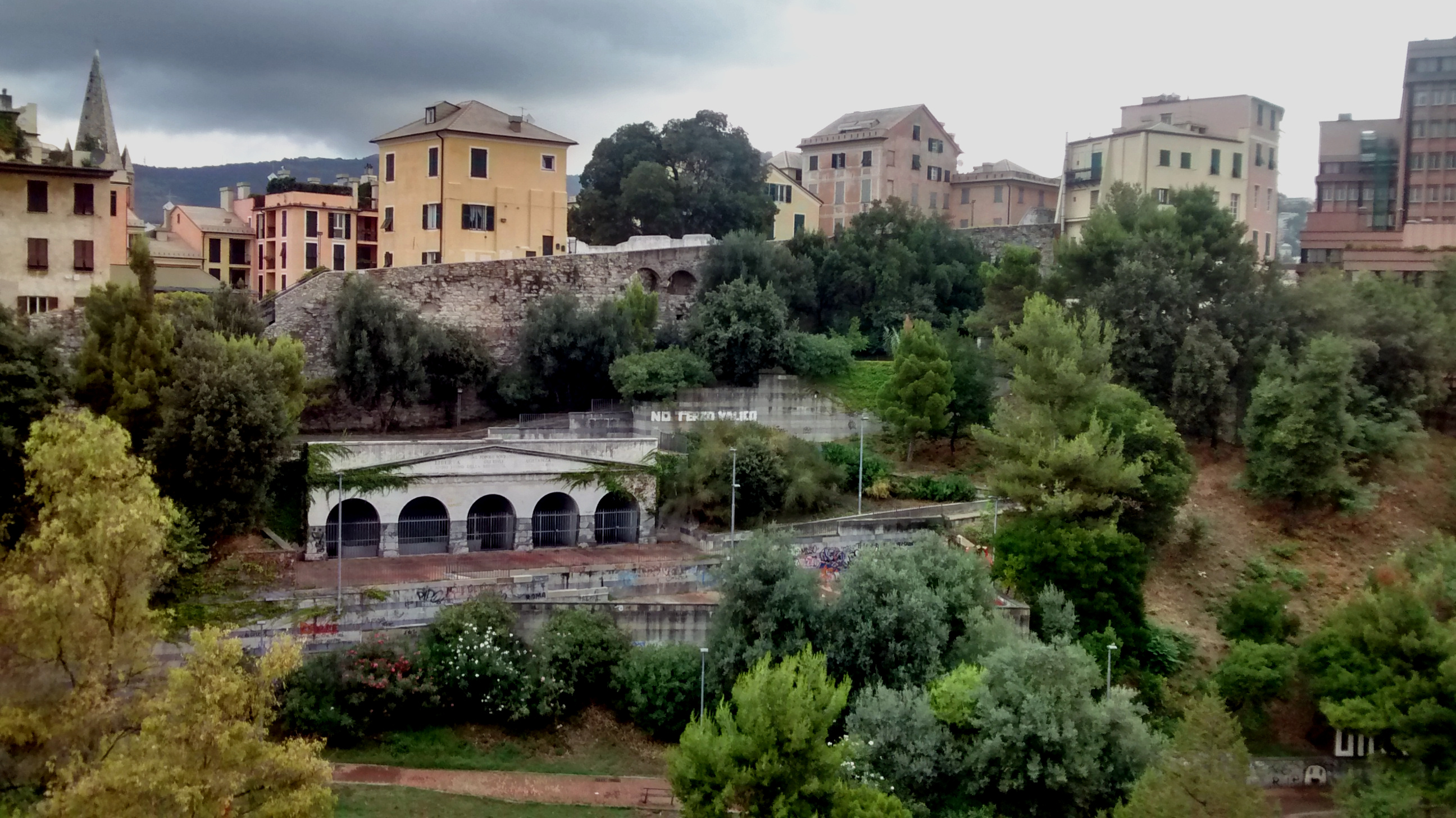
I resti delle mura del Colle al di sopra dei lavatoi del Barabino. Qui sorgeva fino agli anni settanta del Novecento il popolare quartiere di via Madre di Dio

Il quartiere, come già accennato, un tempo esterno alle mura dette del Barbarossa (XII secolo), è stato poi incluso entro le mura trecentesche. Quanto resta di queste ultime, poi modificate nel Cinquecento, delimita verso levante il quartiere. Della cinta muraria più antica, tra la Porta Soprana e le Mura delle Grazie resta qualche tratto, in corrispondenza di via del Colle e in via della Marina.
- Mura del Barbarossa (XII secolo). Le mura del Barbarossa, costruite nel 1155, si collegavano alla precedente cinta di epoca carolingia nei pressi della Porta Soprana e risalivano poi il colle di Sarzano. Questo tratto di mura, che dopo la cessazione della sua funzione difensiva era stato inglobato in civili abitazioni ed il suo camminamento (le cosiddette "Murette") utilizzato per farvi passare l'acquedotto cittadino, venne alla luce dopo i bombardamenti nella zona di via del Colle.[8][54] Dal passo delle Murette una scaletta consente di raggiungere il camminamento delle mura, da dove si può osservare una veduta d'insieme del complesso degli edifici di via Madre di Dio, con il ponte di Carignano e la basilica dell'Assunta.[4][8]
- Mura del Cinquecento. Questa cinta muraria fu costruita tra il 1320 e il 1327 e comprende il tratto che va dal Ponte Monumentale alle mura delle Grazie, inglobando l'intero colle di Carignano; questo tratto di mura, conservato solo in parte, fu ristrutturato, mantenendo però lo stesso percorso, nella prima metà del Cinquecento per adeguarlo alle nuove tecniche di difesa, con il contributo di celebri architetti militari dell'epoca, quali Giovanni Maria Olgiati[55] e Antonio da Sangallo. Dalla porta degli Archi (o di S. Stefano), che sorgeva dov'è il ponte Monumentale e che con la ristrutturazione cinquecentesca sostituì la più antica porta dell'Olivella, avevano inizio le mura di S. Chiara, sul cui tracciato corre corso A. Podestà. Seguivano le mura delle Cappuccine. Tra i due tratti di mura, su un antico portello di servizio è stata ricostruita la porta degli Archi. Al termine delle mura delle Cappuccine, al limite a sud-ovest cella città murata, sorgeva il bastione della Strega, dove in seguito fu installata una batteria di cannoni. Da qui le mura proseguivano con varie denominazioni (mura della Strega, di S. Giacomo, di S. Margherita, della Marina) sulle scogliere a mare fino al seno di Giano, collegandosi con la cinta muraria più antica. Le mura marittime sono per la maggior parte scomparse con l'urbanizzazione della zona e la creazione della circonvallazione a mare: se ne può osservare qualche resto sul quale sorge il loggiato di Villa Mylius.[5][8] Le Mura di Santa Chiara e delle Cappuccine prendevano il nome da due conventi che sorgevano nei pressi. Quello di S. Chiara, risalente alla metà del XVII secolo, chiuso nel 1797 dalla Repubblica Ligure, fu demolito a fine Ottocento dopo una breve riapertura alla metà del secolo; quello delle Cappuccine fu invece demolito nell'Ottocento per la costruzione dell'Ospedale Galliera.[2][5]

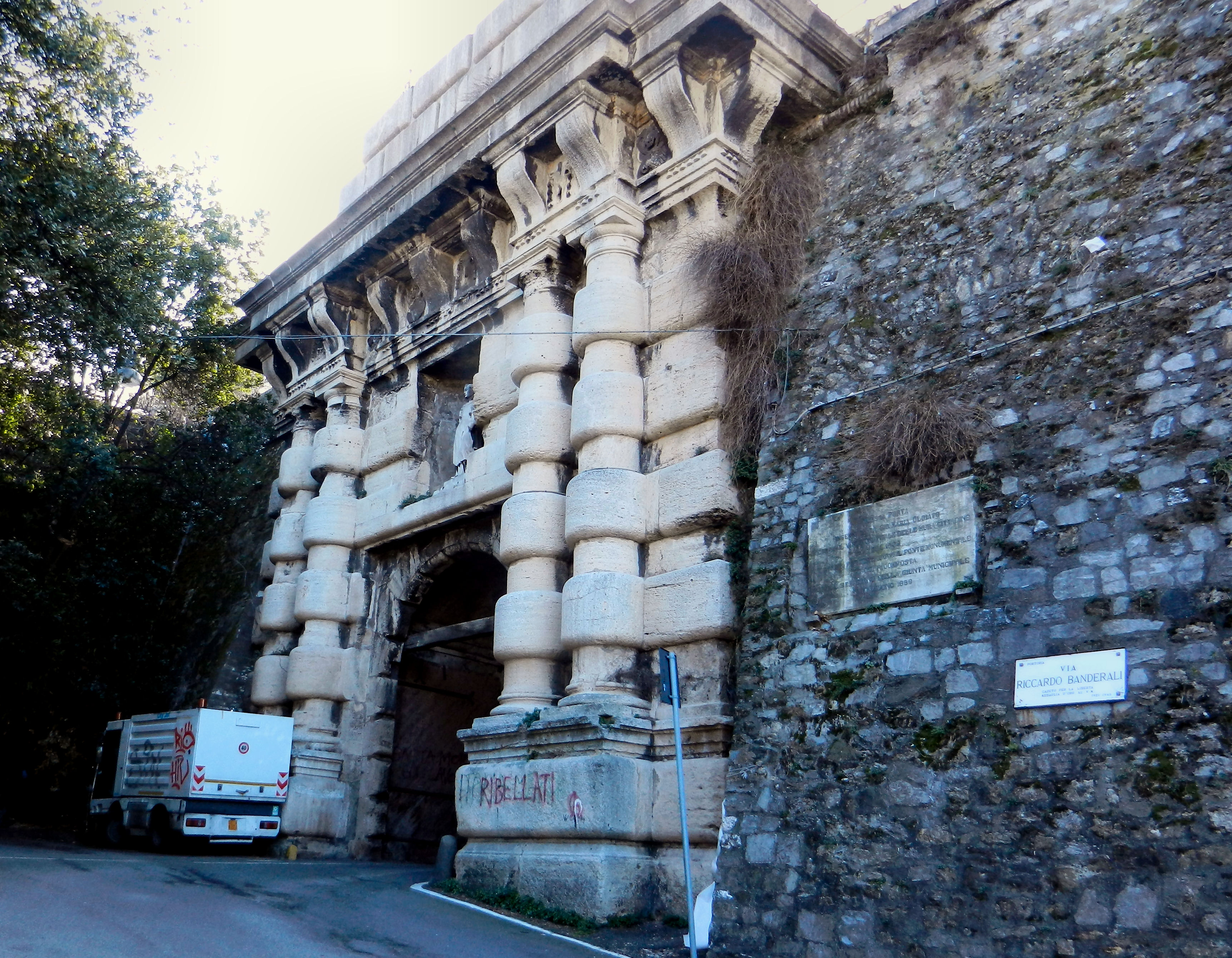
Il paramento della Porta degli Archi nella sua attuale collocazione in via Banderali

- Porta degli Archi. Realizzata nel 1539 su progetto dell'Olgiati, era decorata sul lato esterno con colonne doriche in travertino e sormontata da una statua di Santo Stefano, realizzata da Taddeo Carlone. Nel 1896, in seguito alla realizzazione di via XX Settembre e la costruzione del Ponte Monumentale fu smontata e ricostruita presso le Mura di S. Chiara, in via R. Banderali.[8][56] Una targa ricorda il trasferimento della porta.[57]

#### Caserma Andrea Doria (ex convento di S. Leonardo)
La caserma Andrea Doria occupa l'ex convento di S. Leonardo.
Il convento, che dà il nome all'omonima salita, era stato fondato nel 1317 da Leonardo Fieschi, vescovo di Catania; poteva ospitare quaranta religiose dell'ordine di Santa Chiara, con l'obbligo di accogliere fino a dodici ragazze della famiglia Fieschi che avessero scelto la vita religiosa; fu arricchito nei secoli da pregevoli opere d'arte (vi dipinsero affreschi e tavole Domenico Piola, l'abate De Ferrari, il Borzone e il Sarzana). Chiuso dal governo democratico nel 1798, fu trasformato in caserma dal governo sabaudo, che ne fece la sede della guarnigione a presidio della città, arrivando ad ospitare nell'Ottocento fino a 1200 militari. È sede del "Nucleo tecnico" del "1º Reparto Infrastrutture" dell'Esercito Italiano.

#### Batterie costiere
Il fronte a mare del colle di Carignano era difeso da alcune delle più antiche batterie costiere a difesa del porto, denominate Cava, Stella e Strega. Cava e Strega furono anche, agli inizi del Novecento i nomi di due popolari stabilimenti balneari situati sulle spiaggette alla base delle scogliere al di sotto delle batterie, in uso fino agli anni cinquanta, quando furono interrati i fondali per realizzare il quartiere fieristico. La spiaggia della "Cava" è uno dei luoghi di Genova rievocati con nostalgia da un genovese emigrato in America meridionale nella popolare canzone "Ma se ghe penso".
Lungo le scogliere sottostanti le batterie, ai margini delle spiaggette, nel 1914, in occasione dell'Esposizione Internazionale Igiene, Marina e Colonie, fu realizzata, per la prima volta in Italia, una ferrovia monorotaia, denominata Telfer, che collegava piazza di Francia (poi piazza della Vittoria) al Molo Giano, all'interno del porto. Molto frequentata durante l'esposizione, fu poi utilizzata per alcuni anni come trasporto merci, ed infine smantellata nel 1918.
- Batteria della Cava. Armata in origine con cinque cannoni a difesa del porto, fu ammodernata e potenziata nel 1878, quando la dotazione fu portata ad otto cannoni da 24 GRC Ret. Si trovava immediatamente a ponente della rotonda di via Corsica. Disarmata nel 1914, fu smantellata nel 1930. Le antiche strutture sono completamente scomparse e l'area è occupata da attività commerciali.[60] Prendeva il nome dal vicino bastione della Cava, il cui toponimo era riferito ad una cava di pietre sfruttata dall'inizio del XVI secolo al 1630 per la costruzione del Molo, in seguito utilizzata come luogo di esecuzione delle sentenze capitali e nell'Ottocento anche come cimitero per le vittime delle epidemie di colera del 1821 e del 1835.[2][5][8]
- Batteria Stella. Fu realizzata nel 1846 su una precedente batteria "a fior d'acqua". Situata sulle scogliere sottostanti il Poggio della Giovine Italia, nel 1883 fu disarmata e trasformata in faro. Questa fortificazione, in origine affacciata direttamente sul mare, si trova sotto il muraglione di corso Aurelio Saffi; nel secondo dopoguerra sulla struttura della vecchia batteria, ancora ben visibile da via dei Pescatori, è stato costruito un fabbricato per uffici, sede genovese dell'Ufficio Tecnico della Marina Militare.[60][61]
- Batteria della Strega. Si trovava nell'area compresa tra corso Aurelio Saffi e via Vannucci ed era una delle postazioni difensive più antiche: le cronache riferiscono che nel 1684 entrò in azione contro le navi francesi; fu ammodernata nel 1878. Comprendeva due sezioni distinte, la "Batteria Inferiore", armata con cinque cannoni da 32 GRC Ret, e la "Batteria Superiore", armata con sei obici da 24 GRC Ret. Disarmata nel 1915, fu demolita completamente intorno al 1926 con la costruzione dei palazzi di via Vannucci.[60][62]

## Infrastrutture e trasporti

### Autostrade
I caselli autostradali più vicini sono quello di Genova-Est sull'Autostrada A12 e quello di Genova-Ovest, nel quale convergono le quattro autostrade che fanno capo a Genova: A7 (Genova – Milano), A26 (Genova - Gravellona Toce), A10 (Genova – Ventimiglia) e A12 (Genova – Rosignano), entrambi a circa 5  km dal centro del quartiere.

### Ferrovie
La stazione di Genova Brignole si trova a circa 2  km. da piazza Carignano

### Trasporti urbani
- Metropolitana. La stazione della metropolitana più vicina è Sarzano/Sant'Agostino, a poche centinaia di metri da piazza Carignano.
- Autobus. Il quartiere è servito dalle linee di autobus urbani 13, 14 e 35 (compresa la "linea barrata") dell'AMT: le prime due percorrono la circonvallazione a mare, collegando piazza Caricamento con i quartieri della Val Bisagno, passando nei pressi della stazione ferroviaria di Brignole, la terza e la sua "barrata" attraversano l'intero quartiere, collegandolo con piazza De Ferrari, la Stazione di Genova Piazza Principe e il quartiere Lagaccio dove hanno due capolinea distinti.

### Aeroporti
Aeroporto di Genova-Cristoforo Colombo - 11  km.